# ボーイング757
ボーイング757
イースタン航空の757-200
- 用途：旅客機、貨物機
- 分類：ナローボディ機
- 製造者：ボーイング
- 運用者（2018年7月現在の運用数上位5社）[1]
  - デルタ航空
  - フェデックス・エクスプレス(貨物機として)
  - ユナイテッド航空
  - UPS航空(貨物機として)
  - アメリカン航空
- 初飛行：1982年2月19日[2]
- 生産数：1,050機[3]
- 運用開始：1983年1月1日[2]
- 運用状況：運用中
- ユニットコスト：
757-200 6950万USドル[4] - 7750万USドル[4]
 757-300 7650万USドル[4] - 8450万USドル[4]

ボーイング757（Boeing 757）は、アメリカのボーイングが開発・製造した中型の双発ジェット旅客機である。
製造は1983年から2004年までの間行われていた。

## 概要
ボーイング727の後継機として短・中距離路線向けに開発された。ボーイングが開発したナローボディ機の中で最も大きく、座席数は200から289席、航続距離は3,150から4,100海里（5,830から7,590キロメートル）である。2人乗務のグラスコックピットとターボファンエンジンを備え、空力抵抗を抑制できるスーパークリティカル翼型の設計が採用された。開発はワイドボディ双発機のボーイング767と同時並行で行われ、757と767でシステム及び操縦資格の共通化が図られた。
757シリーズには胴体長が異なる2つのモデル、757-200と757-300が存在する。最初に開発されたのは旅客型の757-200で、1983年に引き渡しが開始された。貨物専用型757-200PFと貨客混載型757-200Mは、757-200と共通の胴体を持ち、1980年代後半に登場した。1999年に初就航した胴体延長型の757-300は、史上最も長い胴体を持つナローボディ双発ジェット機となった。旅客型の757-200からは貨物専用機への改造も行われたほか、米国のC-32のような要人輸送機や多目的機などの軍用の派生型、さらにはプライベート機や政府専用機なども作られ、輸送用途や研究用途に用いられた。装備するエンジンは、ロールス・ロイス製RB211シリーズまたはプラット・アンド・ホイットニー製PW2000シリーズのいずれかであった。
757はイースタン航空とブリティッシュ・エアウェイズによって1983年に就航した。旧式のナローボディ機を置き換え、アメリカの短中距離国内線やシャトル便、大陸横断路線などで一般的に使われる旅客機となった。1986年にはETOPSと呼ばれる双発機の長距離飛行に関する緩和要件が適用され、大陸間路線にも就航するようになった。主な運航者はアメリカの大手航空会社、欧州のチャーター便航空会社、貨物航空会社である。2014年10月までに757の機体損失事故は8件発生しており、うち7件は死亡事故である。
757シリーズは54の顧客向けに総計1,050機が製造され、2004年10月28日に生産が終了した。シリーズ中では757-200が圧倒的に多く913機が製造された。やがて旅客機需要の中心が小型機に移り757の販売が縮小したため、ボーイングは小型の737シリーズに力を入れ、757の生産終了時に直接的な後継機は開発されなかった。最終機は2005年4月26日に上海航空に引き渡された。757が生産されていた当時、日本の航空会社はボーイング機を好んで使う傾向にあったが、757に関しては登場から生産終了までに1機も購入・使用されることはなかった。2018年7月の時点で666機が就航しており、最大の運用者は旅客型がデルタ航空、貨物型がフェデックス・エクスプレスである。
以下、ボーイング製の旅客機については「ボーイング」という表記を省略して数字のみで表記する。また、エアバス製旅客機についても同様に社名を省略する。例えば「ボーイング747」であれば「747」、「エアバスA320」であれば「A320」とする。

## 沿革

### 開発の背景

#### 727の後継機種構想

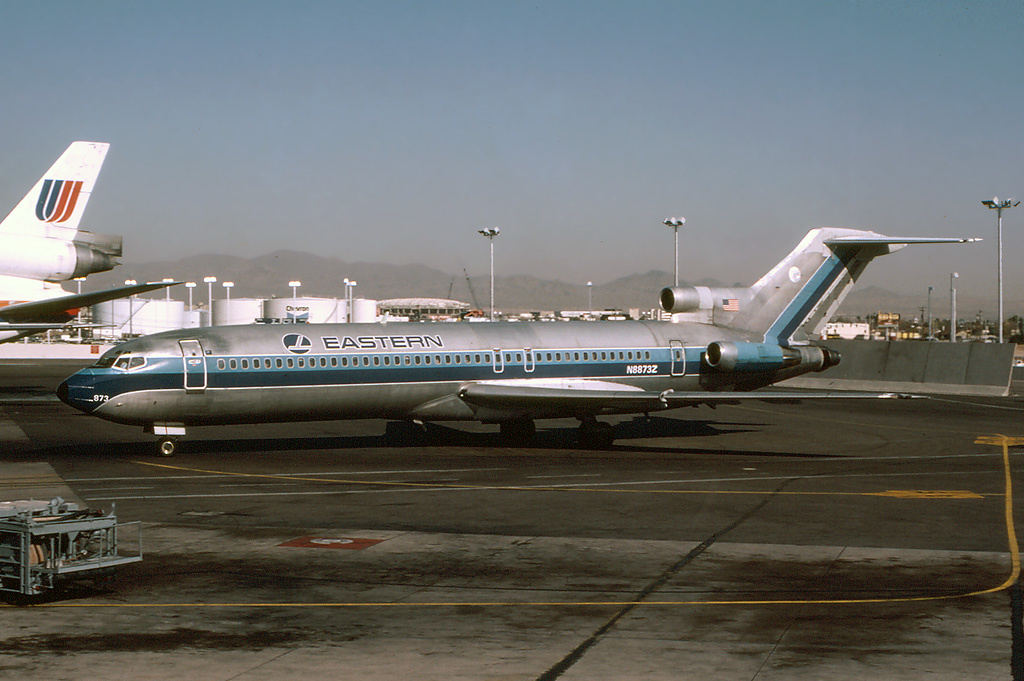
757開発の出発点となったボーイング727

ボーイングでは、1963年に短中距離向けのナローボディの3発ジェット機として727を初飛行させていた。727はジェット旅客機としては好調な売れ行きを記録し、胴体延長型の727-200も含めて最終的には1,832機の販売実績を有するベストセラーとなるが、より小型だが運航乗務員が2人で済み、さらに双発エンジンのため燃費にも優れる737-200やマクドネル・ダグラス DC-9-40/50シリーズとの競合もあり1974年頃には売れ行きは鈍化していた。ボーイングは727を改良することでさらに販売機数を伸ばせると考え、改良型として727-300の開発に着手した。この727-300は、胴体を延長した上でエンジンを低騒音化し、降着装置も4輪式にするなどの改良が加えられる計画で、これにより、座席あたりの燃費を13パーセント低減すると同時に、年ごとに厳しくなる騒音規制をクリアすることができると考えられた。
ボーイングでは727-300の開発に強い意欲を示し、原寸大の金属製モックアップの製作を進めていたが、1975年に入り、ユナイテッド航空などのアメリカ国内の航空会社は727-300構想に対して、「その程度の燃費改善では、新機材導入のコストをカバーするには不十分であり、騒音規制への対応にも一時的にしか対応できず、長く使い続けることのできる機体ではない」という考えを示した。ボーイングは、727-300構想に既に5000万ドルの資金を投入しており、モックアップも作成していたが、航空会社が727-300を好まないのであれば、この計画を破棄した上で、全く新しい機体を開発する方が将来的にもメリットが大きいと考えた。このような事情から、727-300開発計画は1975年8月には正式に破棄されることになった。

#### 7N7構想

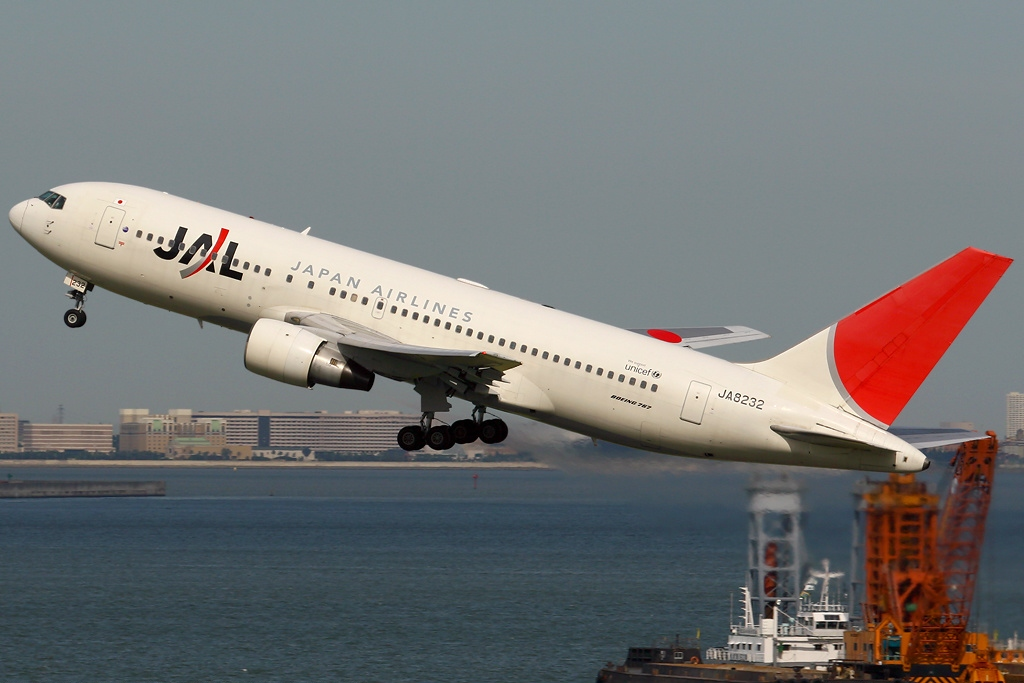
当時「7X7」として開発が進められていた767

一方で、当時、ボーイングではワイドボディジェット旅客機として、250席程度の座席数を持つ「7X7」（後の767）の開発構想を進めていたが、これと同時に、将来にわたって長く販売を続けることが可能で、7X7よりは座席数の少ない新型ナローボディ旅客機を並行開発するという発想が生まれた。この構想は「7N7」と呼ばれることになり、1976年1月から7N7計画の調査と研究が開始された。
コンチネンタル航空は、当初727-300の設計にフィードバックを行っていたが、7N7の研究が始まると727-300への興味を失ってしまった。727-300案を提示された他の航空会社も、同案に大きな興味を示すことはなかった。一方で、7N7案に盛り込まれた高バイパス比のターボファンエンジン、新しいコックピット、軽量化された機体、空力特性の向上、低運用コストという特徴に航空会社は関心をよせた。これら7N7の新しい特徴は7X7との並行開発によって得られるものもあり、7N7は7X7とともにボーイングの将来を担う重要なプロジェクトとして扱われることになった。
7N7では727の胴体設計を継承するものの、新設計の主翼と高バイパス比のエンジンを採用することになった。まず最初にまとめられたデザイン案は、164席の客席を有する「モデル761-161」と呼ばれるもので、これは「工具まで同じものが使用可能」という在来機種との共通性を重視した結果、胴体は707・727・737と同じ構造とされた。ただし、エンジンは双発とされ、胴体尾部に3発のエンジンを装備する727と比較するとスマートなデザインとなった。また、エンジンと主翼以外にも、垂直尾翼や降着装置などに新技術が採用されていた。1978年1月に、ボーイングはイースタン航空とブリティッシュ・エアウェイズに対して、この「モデル761-161」の構想を説明した。この2社は、かねてから727の発展型となる機体に関心を示していたのである。
ところが、この2社の要求はそれぞれ異なる内容であった。具体的には、イースタン航空が2クラスで165席クラスの機体を求めていたのに対し、ブリティッシュ・エアウェイズは単一クラスで190席クラスの機体を希望したのである。ブリティッシュ・エアウェイズはイギリス政府との結びつきが強い航空会社であり、かつヨーロッパの航空会社であることからエアバスの旅客機を購入することが求められていた。ボーイングもその事情を把握していたため、ブリティッシュ・エアウェイズの要望には特別な配慮を行なっていた。ボーイングでは、できるだけこの2社の要求に応えるべく、デザインの見直しを行い、2クラスで165席から175席、単一クラスで190席設置できるようなサイズに改めたのである。さらにこの頃のアメリカの大手航空会社は、航空旅客数の増加に確信を持っており、アメリカ航空業界では「機体は大きければ大きいほどいい」という考え方が一般化していた。
そこで、ボーイングはさらに胴体を延長した上で、180席を標準座席数とするデザイン案「モデル761-177」をまとめた。最終的にはこのデザイン案が開発のベースとなることになるが、提案当時は水平尾翼を垂直尾翼の上部に配置する「T字尾翼」となっていた。これは、727の尾翼部分の設計を一部流用することを考えていたためである。
1978年には、機体サイズが160席の短胴型7N7-100と180席以上の長胴型7N7-200の2種類に絞りこまれた。同年8月31日に、イースタン航空から確定21機（オプション24機）、ブリティッシュ・エアウェイズからは確定19機（オプション12機）の7N7-200を受注したことが発表された。これらの注文は1979年3月23日に調印が行われ、ボーイングは7N7を「757」と命名することを公表して正式に開発を開始した。発注を受けてから開発開始までの期間が長かったのは、767の開発を並行して進めるため、開発作業のタイミングをずらす意図があったとされている。また、計画当初は757-100を最初に開発する予定だったが、航空会社からの受注が得られず開発が中止された。

### 設計への取組み
757は在来機の727よりも高い収容能力と優れた経済性を持つ機体を目指して設計された。1973年の第四次中東戦争をきっかけに燃料価格が高騰し、運用コストの上昇を懸念していた航空会社は燃費性能の向上を求めた。設計目標の中には燃料消費量の削減が掲げられ、削減方法と目標値（従来機比）は新エンジンの採用により20パーセント、航空力学面での改善により10パーセントとされた。より軽い材料と新しい主翼の採用も燃費性能を向上させると期待された。最大離陸重量 (MTOW) は727よりも4,540キログラム大きい99,800キログラムに設定された。高い気温と高度のために離陸性能が低下する高温・高地環境のために、ペイロード容量を向上させた重量型がオプション設定された。

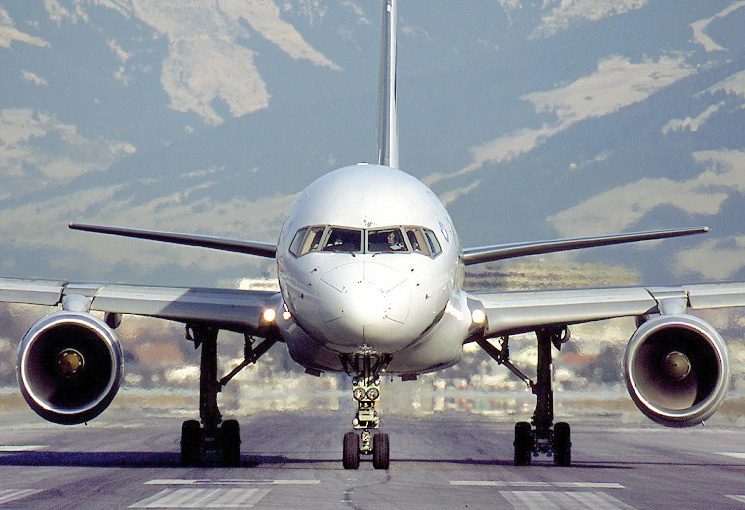
正面から見たトランサヴィアの757-200。胴体の輪郭、翼の上反角、RB211エンジンが見える。

エンジン数は3発または4発の場合と比べて燃費性能面で有利だという理由から双発とされた。ローンチカスタマーのイースタン航空とブリティッシュ・エアウェイズは推力166キロニュートンのロールス・ロイス (R-R) 製RB211-535C ターボファンエンジンを選択した。ボーイングの旅客機ではこれまで米国製以外のエンジンを採用したローンチが無く、今回のロールス・ロイス製エンジン搭載仕様の受注によるローンチが初めてのケースとなった。後に、米国のエンジン製造企業であるプラット・アンド・ホイットニー（以下P&W）は170キロニュートンの推力を持つPW2000型を実用化し、デルタ航空が1980年11月に発注した60機に搭載された。開発プログラムの初期にはゼネラル・エレクトリック社のCF6-32の搭載も検討されたが需要が無く実現しなかった。
757は727の後継機と考えられており、当初は727との共通性が重視されたが、いずれ退役することが見込まれる727よりも、同時進行で開発中の767との共通性を高めた方が良いと考えられるようになった。ボーイングはリスクを低減するため、そして開発費を節約するために両機の設計作業を統合し、結果として両機種は搭載機器や取扱上の特性などが共通化された。767で採用されたコンピュータを用いた設計手法 (CAD) が757の設計でも取り入れられ、全体の3分の1を超える設計図がCADで作成された。1979年の前半には757と767のコックピットが共通化され、両機で同じ計器類やアビオニクス、飛行管理システムが採用された。従来の機械式計器類の代わりに合計6個のカラーCRTを配置して操縦士が把握しやすい情報提示を行うとともに、コンピュータによる自動化を進めることで、操縦士の作業負荷の低減やヒューマンエラーの防止が図られた。まだグラスコックピットという言葉もない時代であったが、この新しいコックピットシステムは、それまで操縦士2人と航空機関士の計3人で乗務する必要があったものを、操縦士2人のみで運航できるように設計された。757と767のコックピットの共通化はパイロットの操縦資格まで共通化することを視野に入れていた。通常、旅客機の操縦資格は機種ごとに取得することになるが、1つの操縦資格で2機種に乗務できることになれば、ボーイングの顧客となる航空会社側でも操縦士の勤務割り当ての自由度が増すことになり、メリットは大きくなる。この共通資格認定は1983年7月22日に認められ、地上での数時間の教習によって757と767の相違について学習することにより、双方の機種への乗務が認められることになった。

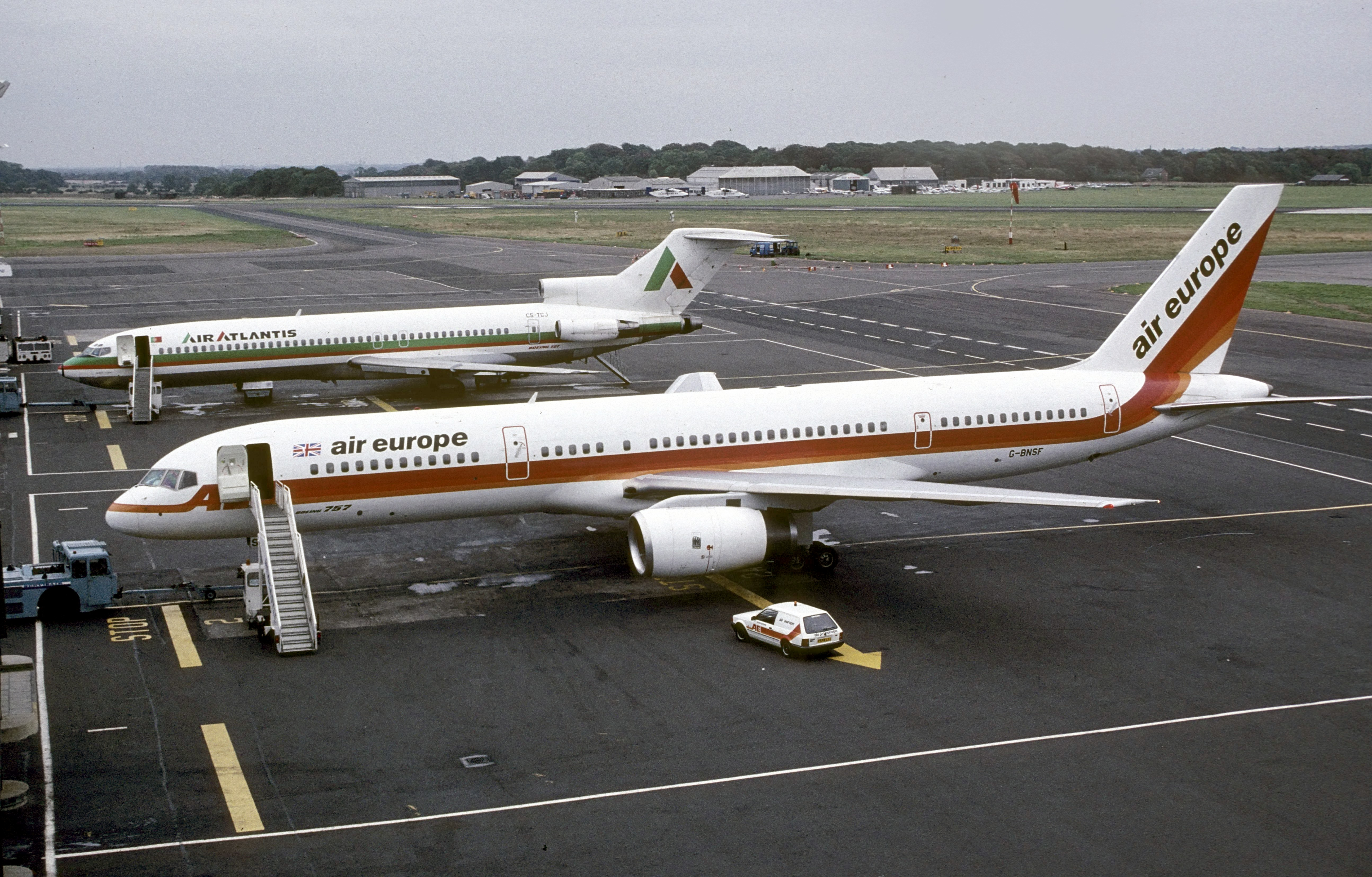
757と727の並び。727はエア・アトランティスの727-200、757はエア・ヨーロッパの757-200。

757の主翼はスーパークリティカル翼を元に開発され、翼の上面のほぼ全域で揚力を発生できる新しい翼型が採用された。この主翼には767の主翼と共通の設計技術が用いられ、従来機より抗力が低減されたほか、燃料タンク容量を増やすことができた。また、727よりも大きくなった翼幅によって誘導抗力の発生が少なくなり、主翼の付け根部分が大きくなって主脚の格納スペースが拡大したことで後に胴体延長型を開発する際に役立った。
1979年の中頃になると727の面影を残す特徴であったT字尾翼を取り止めて胴体尾部に水平尾翼を装備するデザインに変更された。この変更は、ディープストールと呼ばれる空力学的状態に陥るリスクを避けるとともに、胴体後部の絞り込みを小さくして客室容量を増やす目的で行われた。757-200の全長は47.32メートルで727-200から64センチメートル長くなったが、尾部のエンジンがなくなったことで客室に割り当てられるスペースはずっと大きくなり座席数は727から50席増えて239席となった。これで、727から757に引き継がれた主要な特徴は胴体断面だけとなった。一時は開発をワイドボディの7X7計画に一本化することも考えられたが、結局ワイドボディ機とナローボディ機の両方を開発することになった。757をナローボディとしたのは主には抗力を減らすためで、イースタン航空とブリティッシュ・エアウェイズがナローボディ機の方が経済的だと主張したほか、イースタン航空がシャトル便を多数運航していたニューヨークのラガーディア空港は単通路機の乗り入れしか認められていなかったこともあり、ボーイングが予測した民間航空機市場においてナローボディ機の需要があると判断したことによる。

### 製造と試験

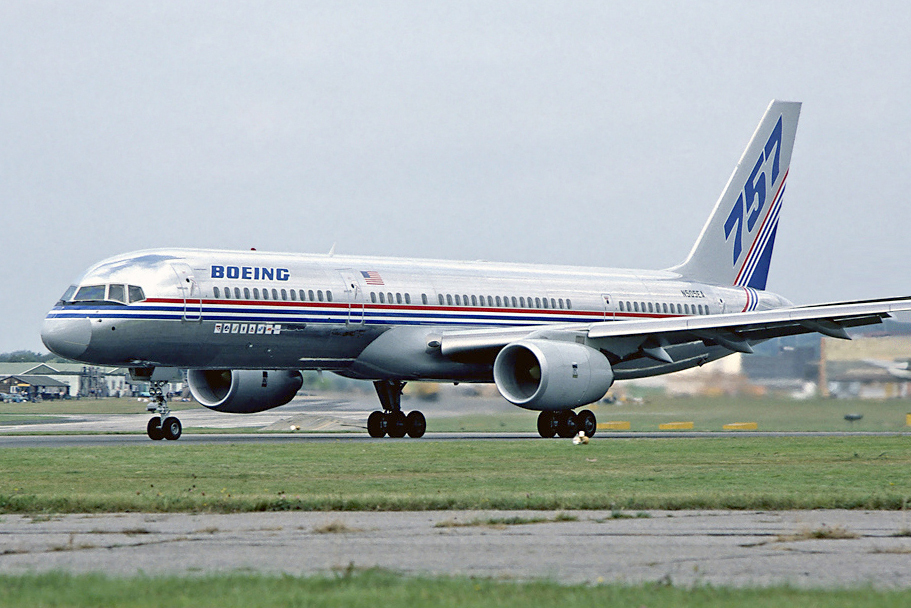
1982年、ファーンボロに到着した757

ボーイングは757の最終組み立てラインを707、727、737を生産していたワシントン州のレントン工場に設けた。開発プログラムの初期にボーイングとブリティッシュ・エアウェイズ、ロールス・ロイスの3社は英国の航空機メーカーにも757の主翼の生産に参加するよう働きかけたが、話はまとまらなかった。結局、主翼、機首部、尾翼を含む機体の約半分がボーイングの自社設備で生産され、残りの部分は主に米国を拠点とする下請け企業によって生産された。フェアチャイルド社は前縁スラット、グラマン社はフラップ、ロックウェル・インターナショナル社は主胴体を生産・供給した。この新しいナローボディ機の生産立ち上げは、在来機種である727の生産縮小と歩調を合わせて行われ、1981年1月に初号機の最終組み立てが開始された。

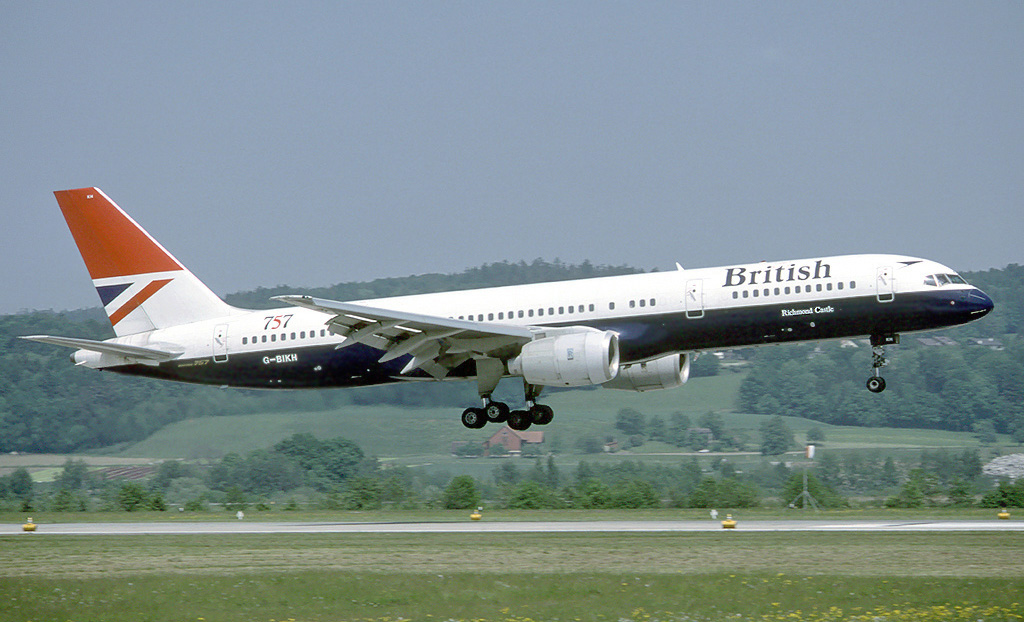
ブリティッシュ・エアウェイズはRB211エンジンを装備した757の最初の顧客となった.

757のプロトタイプは1982年1月13日にレントン工場にてロールアウトした。この機体はRB211-535Cエンジンを装備し、計画よりも1週間前倒しされ1982年2月19日に初飛行が行われた。この初飛行では油圧低下の表示に続いてエンジンストールが発生した。ボーイングのテストパイロットはシステムによる診断内容を確認してからエンジンの再始動に成功し、以降は正常に飛行した。その後、この初号機は週7日のスケジュールで試験飛行を行った。この時までに、エア・フロリダ、アメリカン航空、ブリティッシュ・エアウェイズ、デルタ航空、イースタン航空、モナーク航空、トランス・ブラジル航空の7社から計136機の受注を獲得していた。
7か月におよぶ757の試験飛行には初号機から5号機までの5機が投入された。試験内容には飛行システム・推進システムの試験、高温・低温気象下での試験、路線実証飛行が含まれた。767の開発過程で得られたデータも活用された。設計上の問題点が洗い出された後、757の非常口ドアには取り扱いを簡単にするために2重ばね構造が採用されたほか、バードストライクに備えて胴体が強化された。実際に製造された機体は、当初の計画値よりも1,630キログラム軽くなったほか、燃料消費率が3パーセント向上した。このことにより航続距離が200海里（370キロメートル）延び、ボーイングは、ますます757の経済性を宣伝するようになった。1,380時間の試験飛行の後、1982年12月21日にRB211エンジン搭載仕様の757に対して米国の連邦航空局（Federal Aviation Administration、以下FAA）の型式証明が交付され、続く1983年1月14日には英国の民間航空局（Civil Aviation Authority）の型式証明を取得した。最初の引き渡しはローンチカスタマーのイースタン航空に対して1982年12月22日に行われた。これは767の初引き渡しの約6か月後のことであった。PW2037エンジン仕様の最初の757は約1年後にロールアウトし、1984年11月5日にデルタ航空に対して引き渡された。

### 就航開始・運用の変遷

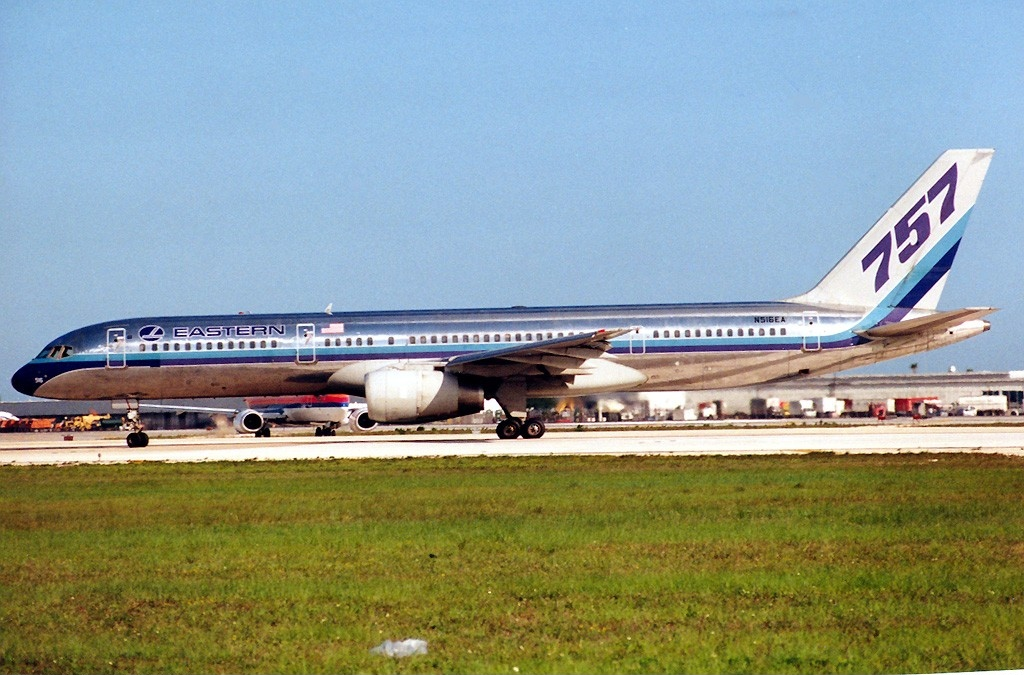
イースタン航空は1983年1月に757の運航を開始した。後に757を大陸横断路線へも就航させた。

イースタン航空は757の初の商業運航を1983年1月1日にアトランタ - タンパ線で行った。1983年2月9日にはブリティッシュ・エアウェイズがロンドン-ベルファスト間のシャトル便に757を就航させ、3発旅客機であるホーカー・シドレー トライデントを置き換えた。チャーター便を運航しているモナーク航空とエア・ヨーロッパもこの年の後半に757の運用を開始した。早くから757を就航させた航空会社では、従来のジェット旅客機と比べて757は信頼性と静粛性能が向上していると評した。従来機種からの転換訓練によって、パイロットがCRTを用いた新しいコックピットに対応するのを助けられ、大きな技術的問題が起きることもなかった。イースタン航空は、757は従来機よりもペイロード容量が大きく、燃料消費が少なく、また、運航乗務員が2人で済むことから運用コストが低減されることを認めた。757の座席当たりの燃料消費は、特に典型的な中距離フライトでは、707よりも42パーセント、727よりも40パーセント少なく済んだ。
757のデビューは成功したものの、米国の航空自由化により需要が小型機に移ったことに加え、燃料価格が下落した結果、1980年代の大半で販売が伸び悩んだ。直接的な競合機種は存在しなかったが、マクドネル・ダグラス MD-80などの150席級のナローボディ機は機体価格が低く、757の座席配置によってはほぼ同数の乗客を乗せることができた。全く売れない期間が3年間続いたが、1983年11月にノースウエスト航空から20機の注文を受けたことで、生産ペースを下げずに済んだ。1985年12月には貨物型の757-200PFが発表されUPS航空から20機受注したほか、1986年2月には貨客混載型の757-200Mがローンチされロイヤル・ネパール航空から1機受注した。貨物型はメインデッキ（旅客型で客席が設けられる部分）を貨物室としたタイプであり、1987年9月にUPS航空によって初就航した。貨客混載型はメインデッキに乗客と貨物を収容できるモデルで、1988年9月にロイヤル・ネパール航空によって就航した。

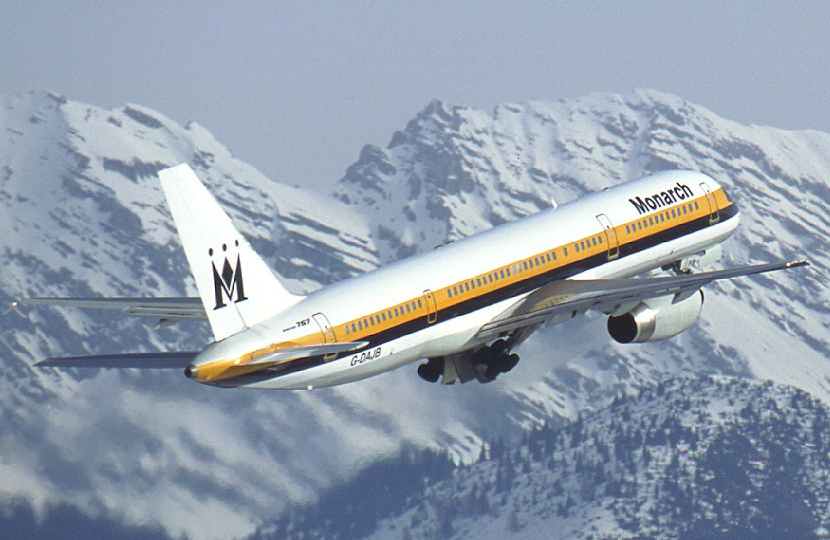
モナーク航空は757によるチャーター便の運航を1983年に開始した。

1980年代後半になると、ハブ空港への路線集中が進み、米国で空港の騒音規制が始まったこともあり757の販売が好転した。1988年から1989年の間に合計322機の受注を獲得し、そのうちの合わせて160機はアメリカン航空とユナイテッド航空からの受注であった。このときまでに、米国の短距離国内路線と大陸横断路線では757が当たり前のように見られるようになり、老朽化した707や727、ダグラス DC-8、マクドネル・ダグラス DC-9を置き換えた。757-200の最大航続距離は3,900海里（7,220キロメートル）と727の1.5倍を超える長さとなり、航空会社は無着陸でより長い距離の路線に就航させることができた。さらに、757は厳しい騒音規制が課せられた空港（カリフォルニア州のジョン・ウェイン空港など）や、機体サイズに制限があった空港（ワシントンD.C.のビジネス街に近いワシントン・ナショナル空港（当時）など）からも飛び立つことが出来た。最終的に、デルタ航空とアメリカン航空は、それぞれ100機以上の757を就航させ、米国で最大の757運用者となった。
欧州では、ブリティッシュ・エアウェイズ、イベリア航空、アイスランド航空が757の主要なユーザーとなった一方で、ルフトハンザドイツ航空など他の航空会社はナローボディ機のニーズに対して757は大きすぎると考えた。1980年代の後半には、欧州の多くのチャーター便航空会社（エア2000、エア・ホラント、LTU国際航空など）が757を採用してパッケージ旅行向けなどの便に使用した。アジアでは旅客数の多さから757より大きな機体が好まれたため、受注数は少なかった。1982年における757の販売実績は、潜在的顧客であった日本航空に発注を促すほどのものではなかった。シンガポール航空はアジア初の757ユーザとなり、インドネシアとマレーシアの路線に757を就航させたが、ちょうど5年後の1989年には、保有機種を240席のワイドボディ機であるA310に統一するため、4機の757を売却してしまった。757は中華人民共和国では比較的受け入れられ、1987年に中国民用航空局が最初の発注を行った。中国での受注数は59機まで増えてアジアで最大の市場となった。中国南方航空、中国西南航空、上海航空、厦門航空、中国新疆航空ら中国の航空会社は757を中距離国内線で使用した。
1986年にFAAは757に対して、ETOPSと呼ばれる長距離飛行に関する規制緩和要件を認可し、北大西洋横断路線へ就航させられるようになった。この規制緩和は767が先行事例となり、まず、RB211エンジン仕様の757に対して認証が交付された。ETOPSは、着陸可能な飛行場が近くに無い洋上路線などを飛行する双発機に対する安全規格であり、この要件の下で米国の航空会社は757を中距離国際線にも就航させるようになった。757の開発当初において、大洋横断路線への就航は想定されていなかったが、北米の大陸横断路線で蓄積された信頼性性能に基づいて規制当局の認可が下された。PW2000シリーズエンジン仕様の757に対するETOPS認証は1990年4月に交付された。
1990年代の前半、FAAやアメリカ航空宇宙局 (NASA) や国家運輸安全委員会 (NTSB) などの米国の政府機関は757の後方乱気流特性について調査を始めた。757のすぐ後ろを飛行していた小型のプライベート機が操縦不能に陥り墜落した例など、死亡事故2件を含む事故が続いたほか、小型機が757の背後を飛行中に予期しないローリング運動を起こすという報告を受けた調査であった。調査団は757の主翼形状に着目して調査を行ったところ、離陸中や着陸中のある特定の状況において、より大型な767や747以上に翼端の渦流が強くなる可能性があった。これは試験飛行の時点では見過ごされていた。また、他の試験結果からは確定的な結論を出せず、各政府機関の間で論争を引き起こした。結局、FAAは1994年と1996年に航空交通管制の規制を改訂し、757の直後を飛行する場合は大型機に分類される他のジェット機よりも間隔を大きくとることになった。このため、FAAの分類規定において、757は136,000 kg（300,000ポンド）に満たない航空機で唯一「heavy」ジェットに分類されることになった。

### 胴体延長型の開発
1990年代の前半には757の生産が年間100機となりピークを迎え、この間に発展型の検討も始められた。757はボーイングの単通路ジェット機のなかで、10年以上にわたって発展型が存在しない唯一のモデルであり、航続距離延長型の757-200Xや胴体延長型757-300Xの噂がたびたび流れたが、公式な発表は行われていなかった。1980年代、エアバスがA320の開発を始めようとしていた時期には、対抗する商品として短胴型として757-50を検討していたが実現しなかった。一方、欧州のチャーター便航空会社のは座席定員を増やした胴体延長型に特に興味を示し、そのような機体ができれば757の特徴である長い航続距離をもっと活かすことができると考えた。胴体延長モデルが実現すれば、チャーター便航空会社のニーズに応えられるほか、767-200より低い運用コストで同等の乗客数を乗せられる機種がボーイングのラインナップ加わることになり、座席数185席のエアバスA321の航続距離延長型にも対抗できる可能性があった。

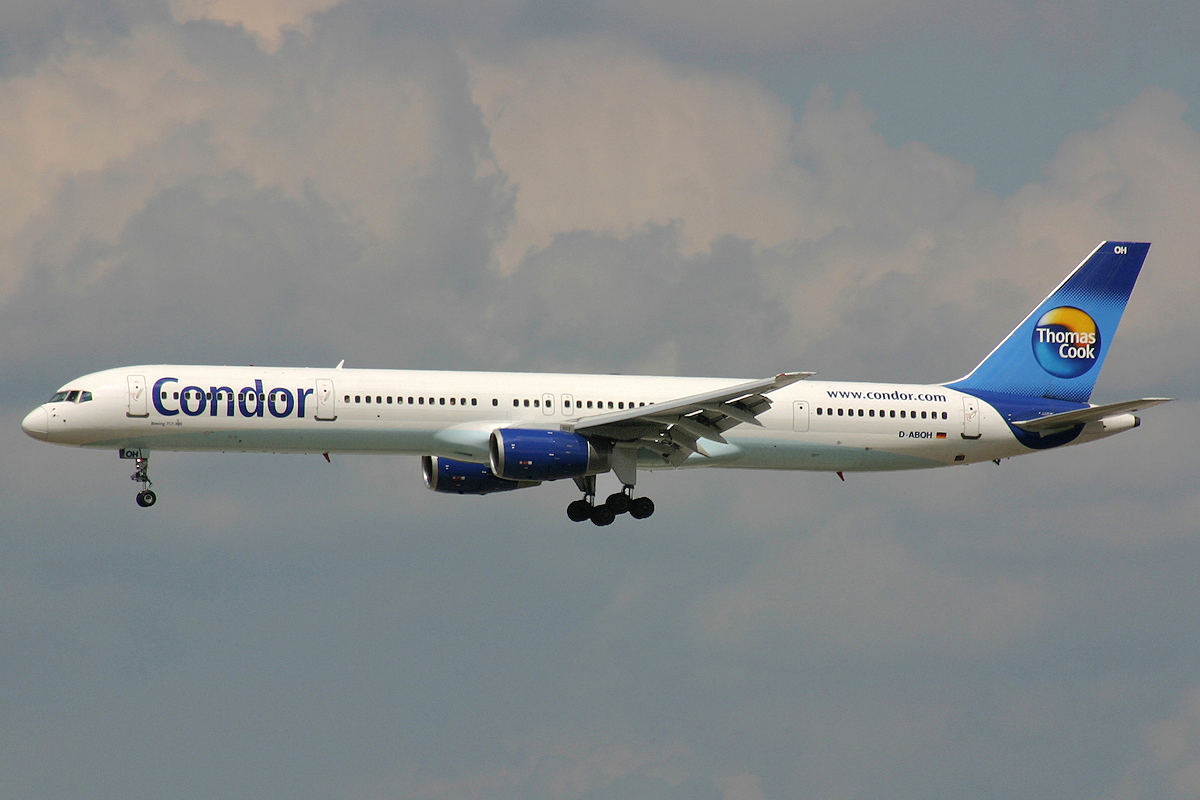
1999年3月にコンドル航空は胴体延長モデル757-300の最初の運航会社となった。

1996年9月2日、チャーター便航空会社のコンドル航空から12機の発注を獲得し、ボーイングはファーンボロー国際航空ショーにおいて胴体延長型の757-300の開発を発表した。757-200のローンチ後18年ぶりの発展型の開発となった。この新型機は757-200よりも胴体が7.11メートル長くなり、座席数を約20パーセント、貨物室容積を約50パーセント拡大できる機内空間が生み出された。ボーイングは757-300の設計期間を同社史上最短にすべく開発に取り組み、ローンチから型式証明までに要した時間は27か月であった。開発上・コスト上の問題から大規模な改良は行われず、737ネクストジェネレーション（以下、737NG）シリーズで採用された新コックピットの採用も見送られた。この胴体延長モデルは、改良されたエンジンと強化されたアビオニクスを搭載し、内装も再設計された。757-300の初号機は1998年5月31日にロールアウトし、同年8月2日に初飛行した。1999年1月に型式証明を受領し、1999年3月19日にコンドル航空が初就航させた。
757-300はアメリカン・トランス航空、アルキア・イスラエル航空、コンチネンタル航空からも受注した。ボーイングでは、この757-300については「757-200のリプレイスを行なう機材ではなく、757-200と767-300の隙間を埋める、全く新しい機体」としていた。しかし、757-300の販売は低調で、最終的に合計55機が製造されるにとどまった。ボーイングは767-200の2大顧客であったアメリカン航空とユナイテッド航空に後継機として757-300を売り込もうとしたが、両社とも新型機の話に乗れるような財務状態では無かった。他のチャーター便航空会社へも売り込みをかけたが、新たな受注につながらなかった。757-300を市場投入したにもかかわらず、1999年11月までに販売が先細りし、受注残が減少したことを受けてボーイングは757の生産率を減らすことを検討し始めた。

### その後の展開
757計画は財務上は成功をおさめたが、2000年代の初めには受注が伸び悩んで生産の継続が危うくなってきた。航空会社は財務リスクが低下したことによって、再び737やA320といった、757より小さい機体を求めるようになっていた。航空業界の景気が後退していたことに加え、機体年齢が比較的若い757が多く就航していたことも買い換え需要を少なくした。2000年にはエア2000とコンチネンタル航空が興味を示したことを受けて、ボーイングは長距離型の757-200Xを開発するかどうか再検討した。提案された派生モデルは、補助燃料タンクを追加するとともに757-300から主翼と降着装置を改良することで最大離陸重量を増やし、航続距離を5,000海里（9,260キロメートル）以上に延ばすというものであった。しかし、この提案は受注を得られることは無かった。2001年3月には、ボーイングは中古の757-200を貨物用の757-200SFに改造してDHL航空に初めて引き渡した。この757-200SFは、ボーイングが旅客機から貨物機への改造事業に初めて進出した事例となった。

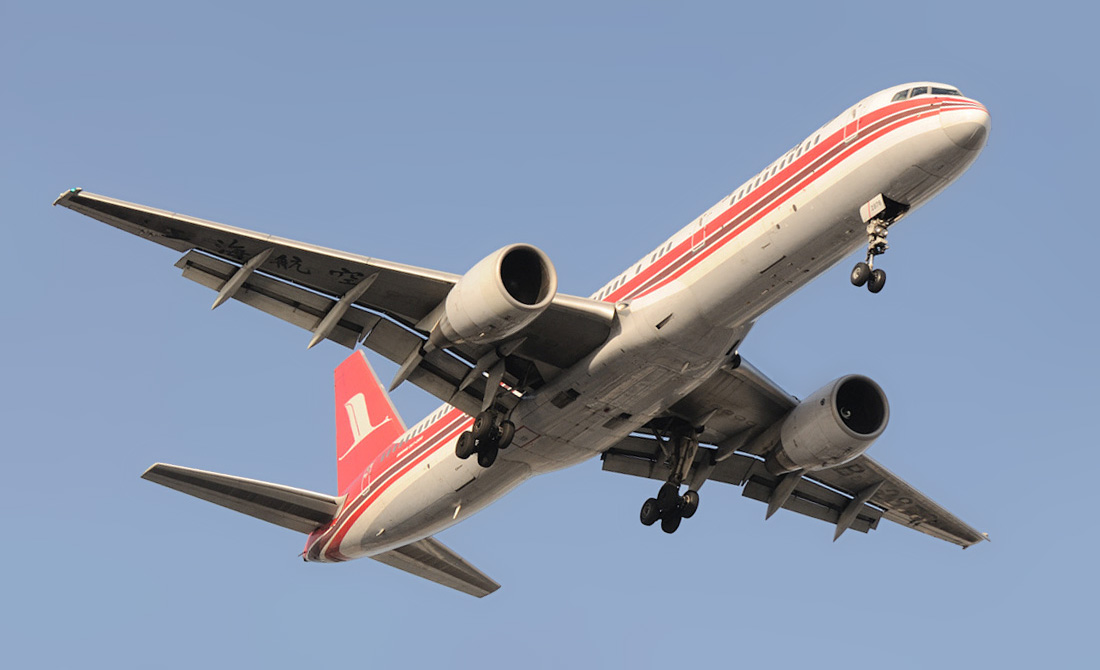
2005年に上海航空は757の最終号機 (B-2876) を受領した。

757に対する航空会社の興味は失われる一方で、2003年には販売キャンペーンがリニューアルされ、新規受注が5機しかなかった757-300と757-200PFに販売の軸足が移された。さらに、姉妹商品であるはずの767も、767-400ERでは777と同様のグラスコックピットを採用したため、これまで通り757と767で共通という操縦資格を維持するためには、グラスコックピットでありながら在来型の計器表示での様式が必要となった。合理的な手段としては、767-400ER以外の767についてもグラスコックピットの様式を揃えることが考えられ、実際に2003年からは767-200ER・767-300ERでも、コックピットを767-400と同様式とすることになった。このような状況下で、757はボーイングの旅客機の中で、取り残され孤立した状態にあるとみられた。
その後、コンチネンタル航空が発注済みの757-300のうち未受領分を737-800に切り替える決定をしたことを受けて、2003年10月16日、ボーイングは2004年末で757の生産を終了することを発表した。1,050番目となる最終機は上海航空向けの757-200で、2004年10月28日にレントン工場での生産工程を完了し、2005年4月26日に納入された。ボーイングは757の生産プログラムが終了したのに合わせて、レントン工場の737型機の組み立てラインを整理・統合し、生産設備を40パーセント縮小して人員を他施設に移した。
757の生産終了後も、特に米国では、ほとんどの機体はそのまま商業運航に就いていた。しかし、2004年から2008年の間にかけて燃料価格が跳ね上がり、航空会社は保有機材の燃料効率を改善する必要性に迫られた。そこで、ボーイングは737NGで採用されたブレンデッド・ウィングレットと同様のものを757に追加装備できるようにした。757-200へのウィングレットの取り付け改修はアビエーション・ パートナーズ社によって行われることになり、2005年5月にFAAからの認可が下りた。757-200のウィングレットを発注したのはコンチネンタル航空であった 。このウィングレットによって誘導抗力が減少して燃料効率が5パーセント向上し、航続距離が200海里（370キロメートル）延長した。757-300へのブレンデッド・ウィングレット追加改修についても2008年にFAAから認可され、改修作業はアビエーション・ パートナーズ社によって行われた。757-300のウィングレット改修第1号は757-200と同じくコンチネンタル航空の機体で、2009年2月に就航を開始した。

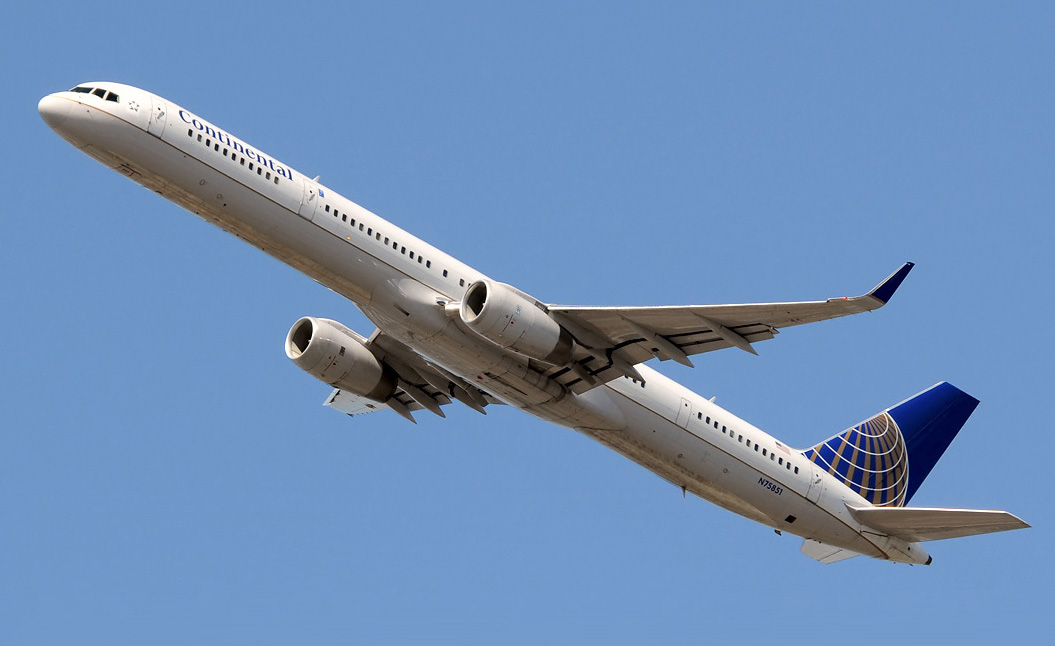
コンチネンタル航空のウィングレット装着機757-300。ウィングレットにより誘導抗力が減り、燃料効率が改善される。

2010年代には、757は米国の全レガシーキャリア（アメリカン航空、デルタ航空、ユナイテッド航空、USエアウェイズ）がまとまった機数を運用している唯一のナローボディ機となった。757の持つ収容能力と航続距離性能に肩を並べられるほどのナローボディ機は依然として存在しなかった。航空会社が757を置き換える際には、座席数が少なく航続距離が短い機種（737-900ER、A321など）を選ぶか、大型で航続距離が長いワイドボディ機（787ドリームライナー、A330-200など）を選ぶかのいずれかを強いられた。1989年に登場したツポレフ Tu-204は757に近い設計のナローボディの双発ジェット旅客機で、座席数200席のバージョンが存在したが、主にロシアの航空会社向けと見られていた。ボーイング社内では、215席で航続距離3,200海里（5,930キロメートル）の737-900ERが757-200に最も近い機種と見なされた。
ボーイング関係者は2011年に757の後継機となる200席級の旅客機の開発に取り組む計画は無いと述べた。その代わり、737-700と737-800でカバーしていた座席数145から180席の市場向けにコードネーム「ボーイングY1」と呼ばれる新型旅客機が検討されていた。Y1の胴体延長モデル、または787の中距離バージョンが実現すれば757の後継機となる可能性があった。しかし、2012年にY1プロジェクトは棚上げされ、737に新エンジンを採用して再設計する「737MAX」を開発することが決まった。ボーイングは737MAXの最大モデルで757の代替市場の大部分をカバーできるだろうと考えた。それと同時に、ボーイングは大西洋横断路線を想定した757の長距離型の後継機に関する研究を行っていることを明らかにした。
一方でエアバスはA321の航続距離を延長し、757とほぼ同等の航続距離となった「A321LR」を開発し、2018年より納入を開始している他、さらに航続距離を延ばした「A321XLR」も2024年に型式証明を取得しており、757の後継機として販売を伸ばしつつある。

## 機体の特徴

### 概観

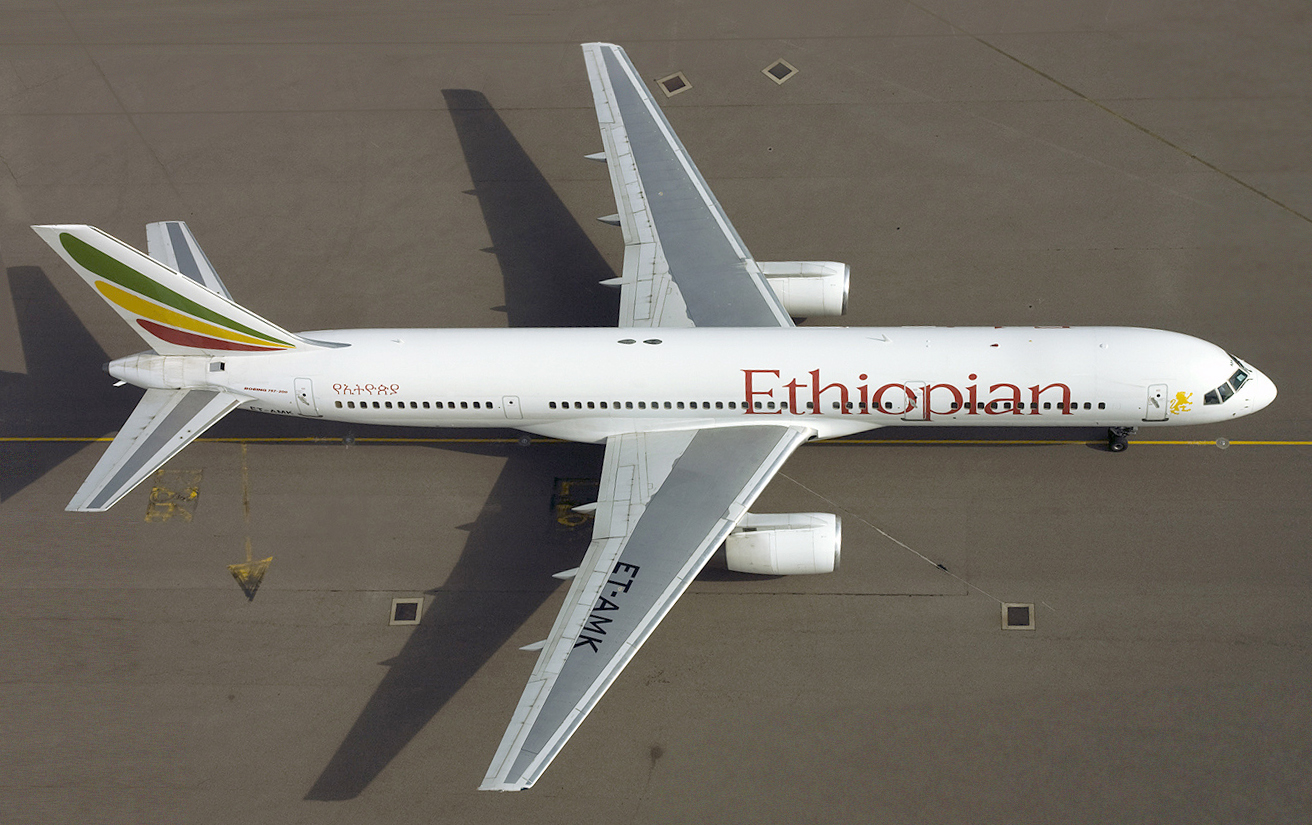
上から見下ろしたエチオピア航空の757-200。ロンドン・ヒースロー空港にて。

757は主翼を低翼に配置した単葉機であり、胴体尾部に水平尾翼と垂直尾翼を直接取り付けた通常の尾翼構造を持つ。主翼の翼型はスーパークリティカル翼型であり、スポイラーを6枚備え、高揚力装置として前縁にスラットが5枚、後縁にシングル・スロッテッド・フラップとダブル・スロッテッド・フラップがあるほか、外翼部にエルロンを備える。主翼の大部分は757シリーズで共通であり、25度の後退角を持ちマッハ0.8（時速858キロメートル）での巡航に最適化されている。25度という後退角は浅いものであるが、これによって内側のエルロンが不要となり、飛行経路のほとんどが上昇と下降で占められる短・中距離路線においては抗力によるデメリットもほとんど問題にならない程度である。機体には複合材料と高強度アルミニウム合金が採用され、機体重量が約900キログラム軽減された。使用された複合材料には主に炭素繊維強化プラスチック（CFRP）とケブラー（アラミド繊維）強化複合材料（KFRP）で、昇降舵、方向舵、エルロン、スポイラー、エンジンカウル、エルロンカバー、脚格納室のドア、点検用パネルなどに使用された。使用された炭素繊維は日本の東レから提供された。	

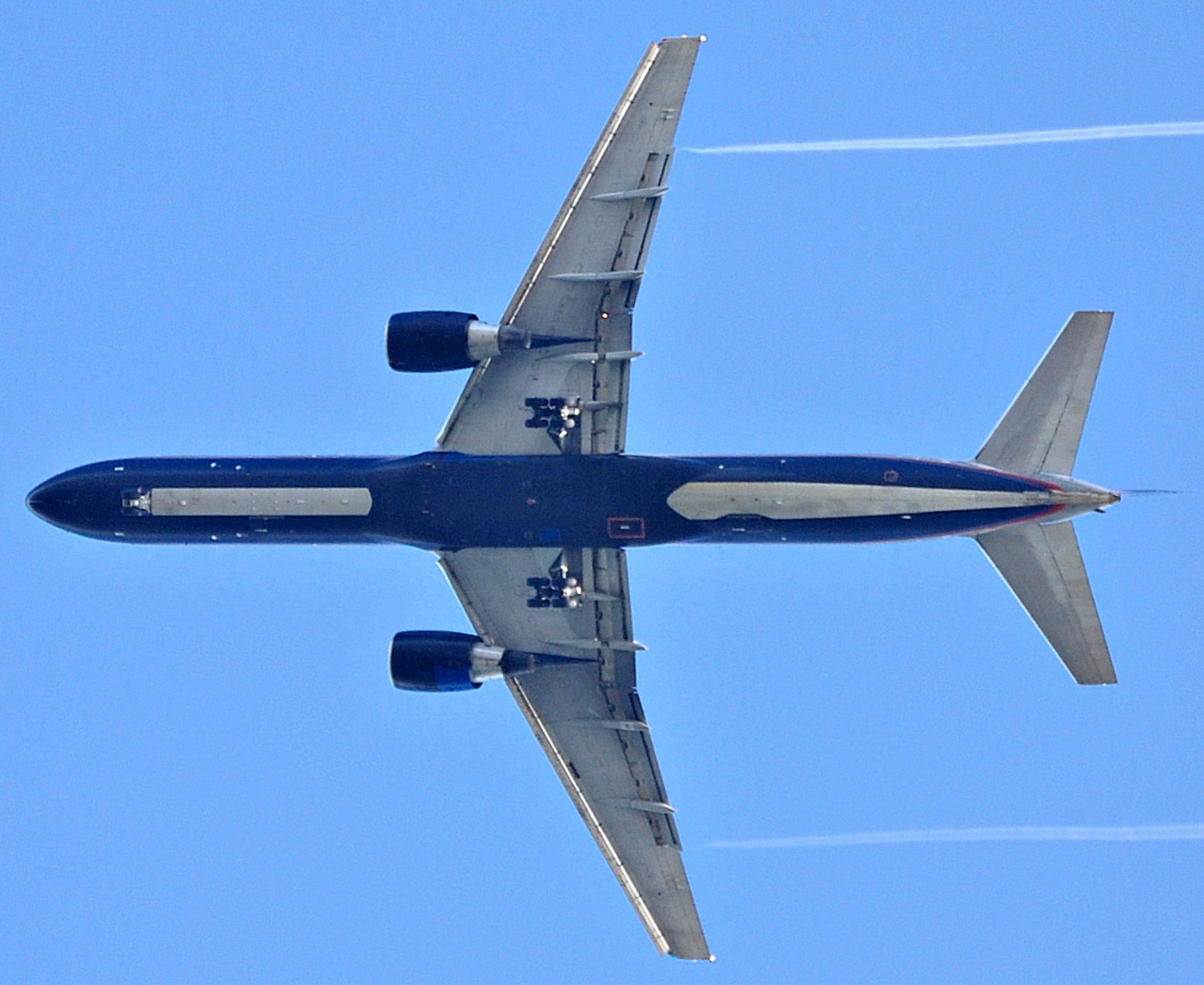
着陸のためのファイナルアプローチに入ったユナイテッド航空の757-200を真下から見上げる。降着装置を下し、フラップとスラットを展開している。

757の降着装置は引込式のものを前輪式に配置され、727では2輪式だった主脚が4輪式に変更された。胴体延長型の757-300については、離着陸時に尾部が地面にあたるのを避けるため、従来のボーイング製ナローボディ機よりも降着装置の脚長が長い。1982年には757-200は亜音速ジェット機として初めてカーボンブレーキ（ダンロップ製）がオプション設定された。

### 飛行システム

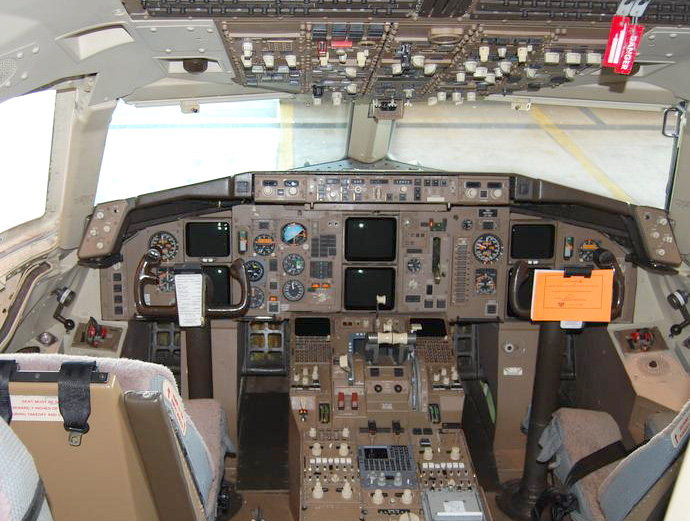
アメリカン航空の757-200のコックピット。CRTディスプレイが配置され、パイロット2名での運航を可能にする設計がなされた。

操縦室の計器類はロックウェル・コリンズの電子飛行計器システムを採用し6個のCRTディスプレイが配置される。パイロットが航空機関士に頼らずにモニタリング作業を行えるように、767と同じくエンジン計器・乗員警告システム（EICAS）が標準装備された。757の飛行管理システムは初期の747に装備されたシステムに改良を重ねたものであり、航法をはじめ諸機能が自動化されたほか、自動着陸システムによって視程150メートルの視界不良状態においてもカテゴリーIIIb計器着陸が容易になった。757-200で搭載された慣性航法装置はレーザージャイロスコープを使用した最初の事例となった。757-300では操縦室のアップグレードが行われ、ハネウェル社のペガサス飛行管理コンピュータとEICASの改良版が搭載され、各種ソフトウェアシステムのアップデートも行われた。
操縦室を767と共通化するため、757の機首は従来のナローボディ機と比べて丸みを帯びた形状となった。このことによって操縦室内の空間に余裕が生まれ、計器パネルの視界を遮るものが無くなり、オブザーバーシートの空間も得られた。また、757と767とでパイロットの視界を揃えるために、757ではコックピット全体を下に2度傾けた上で客室より少し低く配置されたほか、コックピット正面の2枚の窓を767と同一にし、残りの窓についても胴体形状と辻褄をあわせつつ形状や配置が工夫された。
757と767でアビオニクスとコンピュータシステムが共通化されたほか、757の補助動力装置 (APU)、電力システム、操縦室、油圧系の部品には767と同じ物が採用された。757と767の間では飛行特性を揃える工夫がなされ、パイロットの操縦資格も共通化された。757のパイロットは767も運航可能な共通資格を取得できることで、両機種を運用する航空会社では操縦士の勤務割り当ての自由度が増すことなどから、コストが低減される。
757には独立した3系統の油圧システムが搭載され、2基のエンジンで油圧1系統をそれぞれ駆動し、最後の1系統は電動ポンプで駆動される。緊急時に操縦を行うために最低限必要となる電力を供給するため、ラムエア・タービンも装備されている。従来の機械的なケーブル類に代わって電気的信号により操舵するフライ・バイ・ワイヤの基本形がスポイラー操作系に採用された。このフライ・バイ・ワイヤシステムは767と共通のもので、このシステムにより機体重量が低減されたほか、個々のスポイラーを独立して操作可能になった。また、757をETOPSに適合させる際には、信頼性向上のために油圧モーター発電機のバックアップと電子機器収納区画の冷却ファンの予備が追加された。

### 客室

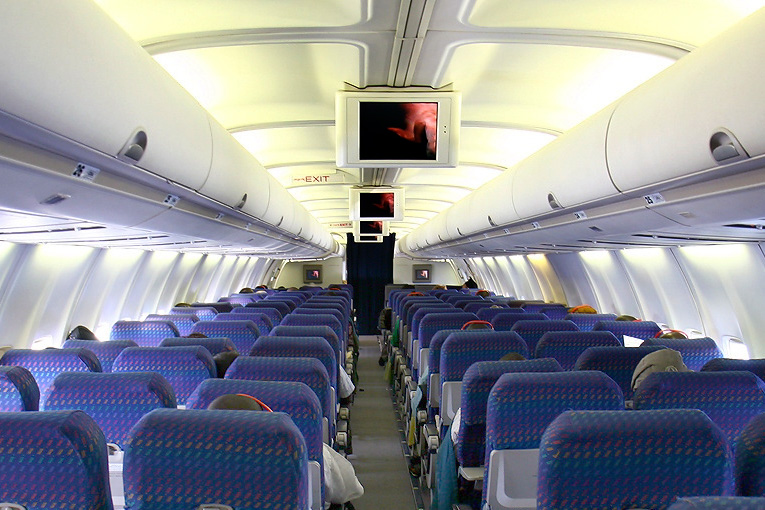
エチオピア航空が運航する757-200のエコノミークラスの様子。中央の通路を挟んで座席が3席ずつ配置されている。

座席配置は、中央に通路を挟んで1列あたり6席まで配置可能である。757は当初、平均2時間程度のフライトが最適になるように設計された。客室には、空間をより広く感じられるような内装デザインや照明が取り入れられた。座席上の荷物棚（オーバーヘッド・ビン）は767と同様に、ガーメントバッグを収納できるものが採用され、727と比べて2倍の大きさになった。エコノミークラスの最後尾には767と同様にギャレーが標準装備された。機体重量を低減するため、内装パネルや荷物棚にはハニカム・サンドイッチ構造材が使用された。着水したときに備えて、757の乗降口には747に見られるような脱出用スライドと救命いかだが一体になった緊急脱出装置が採用された。1980年代には、ボーイングは自社の他のナローボディ機についても757と同様の内装デザインに改めた。
1998年に登場した757-300では内装が再設計され、737NGシリーズや777に類似したデザインが採用された。間接照明が採用されたほか、オーバーヘッド・ビンが従来より大型になり、ビンの下部には乗客が移動しやすいように手すりが取り付けられた。通路の天井にはセンターライン・ストレージ・コンテナが取り付けられ、予備の救命いかだなど非常用装備が追加された。この757-300の内装は、のちに757-200の新造機でもオプションとして取り入れられた。その後、車輪付きのスーツケースが一般に広まったことをうけて、デルタ航空は2000年に保有している757-200のオーバーヘッド・ビンの大型化改修を行い、続いて2001年にアメリカン航空も同じ改修を行った。この荷物棚の大型化改修は、天井パネルや照明の改良を含むアフターマーケットでの内装アップグレードの一環として行われた。757の化粧室には日本の横浜ゴム製のユニットが採用され同社から独占供給されたほか、内装リニューアルのための改良版ユニットも同社から発売された。

## シリーズ構成

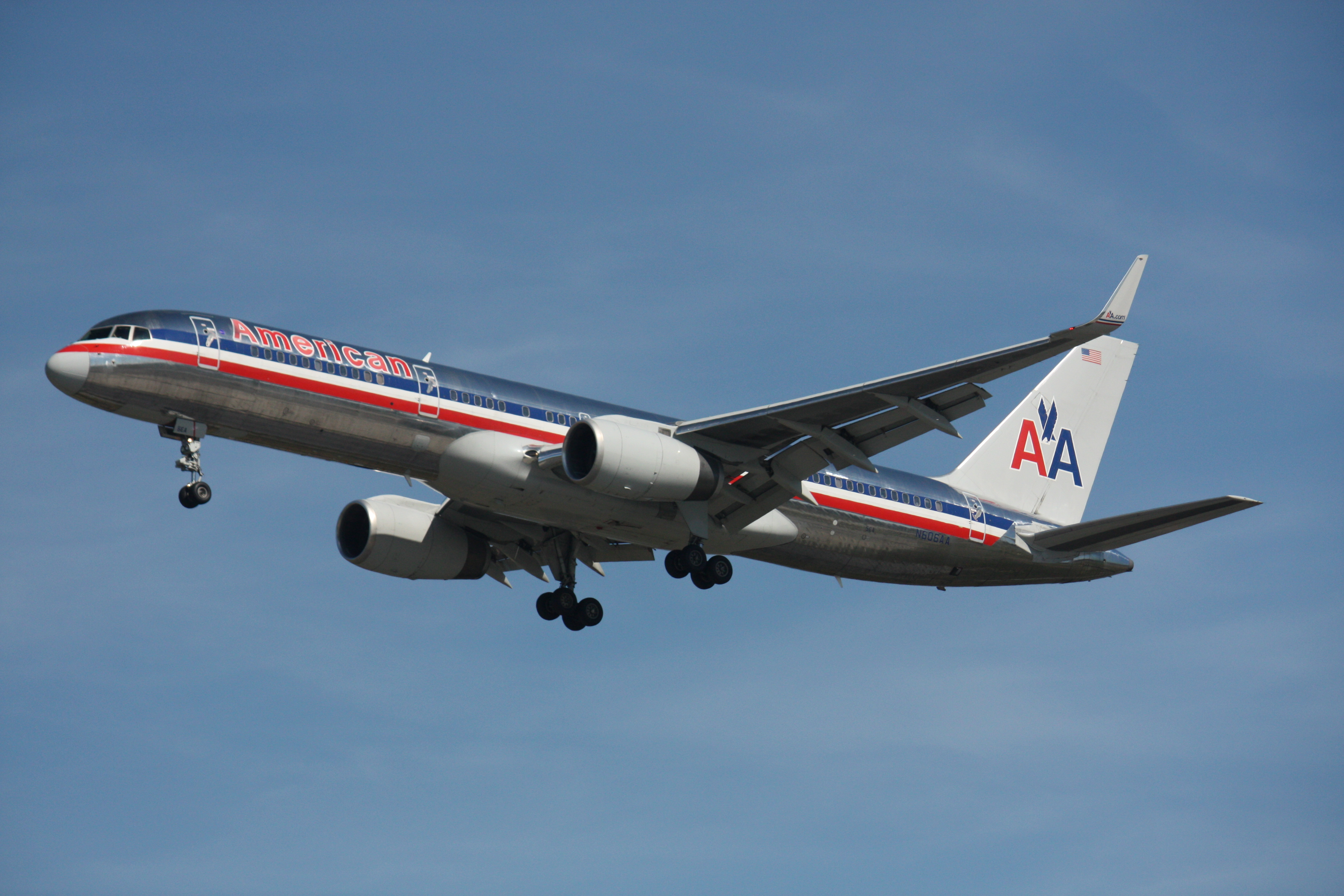
アメリカン航空の757-200

757は標準型の757-200と胴体延長型の757-300が生産された。まず、基本モデルとなる旅客型の757-200が登場し、後にその発展型として貨物型の757-200PFと757-200SFならびに貨客混載型の757-200Mが登場した。胴体延長型の757-300は旅客型のみ存在する。
ボーイングや航空会社では機種名 (757) と派生型の識別名（例：-200や-300）をまとめた短縮表示（例：752や753）を使うことがある。国際民間航空機関 (International Civil Aviation Organization, ICAO)では757-200を基準として757シリーズを分類しており757-200はB752、757-300はB753というコード名が使われている。

### 757-200
757-200はシリーズで最初に開発され、1983年に初就航した。757-200のローンチ当初の側面の扉配置は、最前部、主翼前方、最後部に乗降用ドア（またはサービス・ドア）を配し、扉下端が床面となる大きさの非常口を主翼後方に設けていた。しかし、デルタ航空へ納入された機材では、主翼後方の非常口に代えて、主翼上に小型の非常口を2つ設置する仕様となった。この仕様では座席を8席増加させられるため、以後はこの仕様が主流となった。最初に757-200に採用されたエンジンはR-R社のRB211-535Cであるが、1984年10月にRB211-535E4にアップグレード更新された。他に搭載されているエンジンは、R-R社のRB211-535E4B、P&W社のPW2037とPW2040である。
757-200は短・中距離路線向けに設計されたが、実際の就航後は、高頻度のシャトル便から大西洋横断路線まで幅広い役割を担った。1982年にETOPS認証を取得した後、ATA航空は757-200を米国のツーソン-ホノルル便に投入した。21世紀入って、米国の大手航空会社は欧州と米国を結ぶ大西洋横断路線に757-200を就航させ、特に、ワイドボディ機を用いるほどの旅客需要がない小都市間の路線に用いられた。757-200は757シリーズ中で最多となる913機が製造された。757シリーズで最後に生産された機体もこのタイプで、2005年4月26日に顧客へ引き渡された。

### 757-200PF
757-200の貨物専用型として製造され、1987年にUPS航空が初就航させた。PFは「Package Freighter」の頭文字である。小口貨物の速達事業者向けに開発され、メインデッキの貨物搭載容積は187立方メートルで、航空貨物コンテナまたはパレットを15個まで搭載可能である。また、胴体下部には52立方メートルの貨物スペースがあり、ばら積み貨物を搭載できる。コンテナ重量を含めた積載可能重量は最大で39,780キログラムである。757-200PFの最大離陸重量は115,668キログラムで、最大積載時の最大航続距離は3,150海里（5,834キロメートル）である。757-200PFは貨物専用機であり乗客がいないので、ETOPSの規制を受けることなく大西洋横断路線に就くことが可能である。搭載されているエンジンは、R-R社のRB211-535E4B、P&W社のPW2037、PW2040のいずれかである。

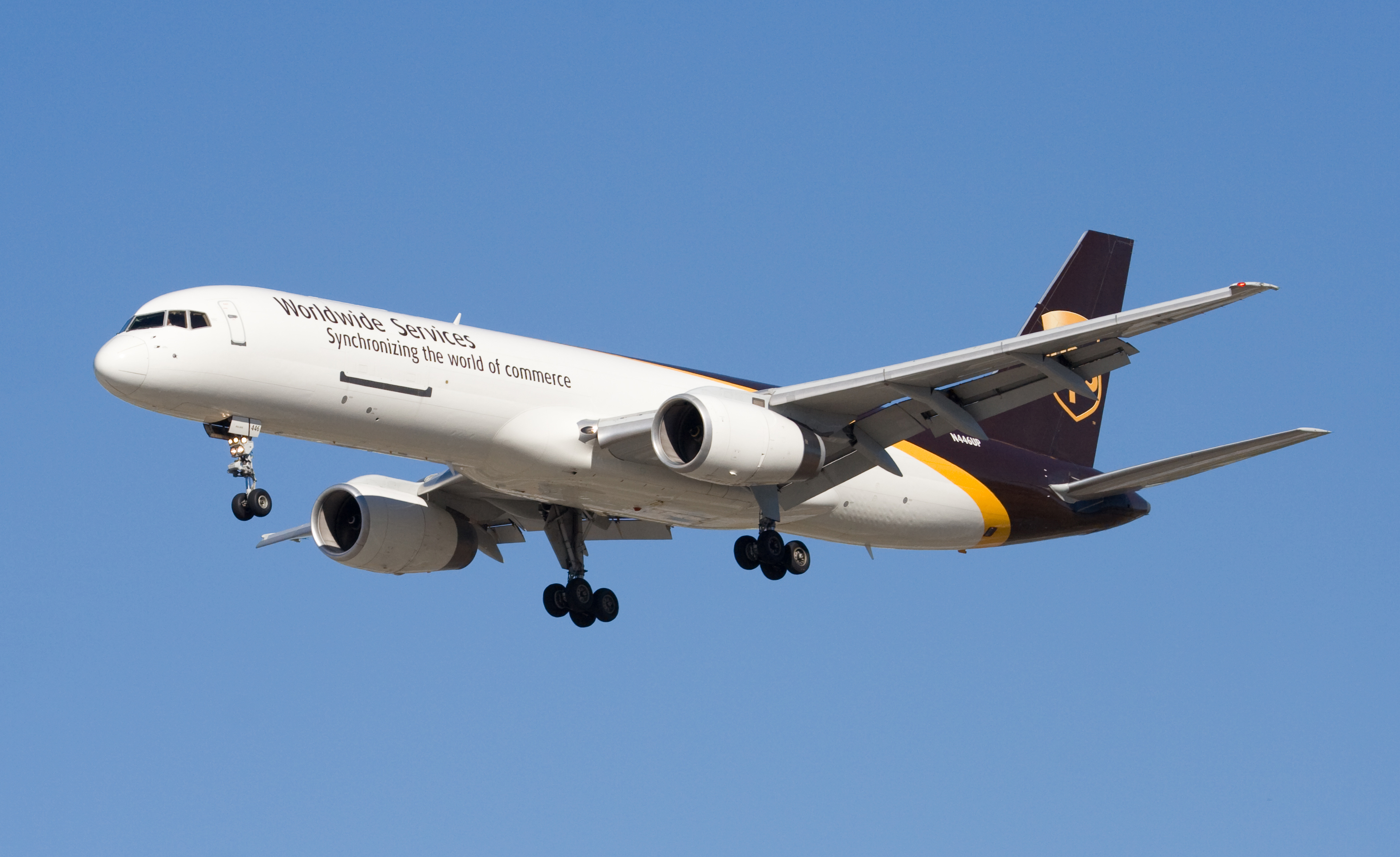
UPSの757-200PF

757-200PFにはメインデッキの貨物を搭載するため、上側に開く大型の貨物扉が胴体前方の左舷に設けられている。また、この機種には乗客用のドアや客室窓、乗客用設備が一切なく、乗務員用のドアが貨物扉の前方に設置されている。メインデッキの貨物室の床面はガラス繊維を用いた複合材で強化されているほか、貨物がコックピットにぶつかるのを防ぐための防護壁が設けられている。大西洋横断路線向けの追加装備として、UPS社が保有する757-200PFでは補助動力装置がアップグレードされたほか、貨物室に追加の消火装置が搭載され、オプションの燃料タンクが胴体尾部の下部に追加された。757-200PFの総生産数は80機である。

### 757-200M

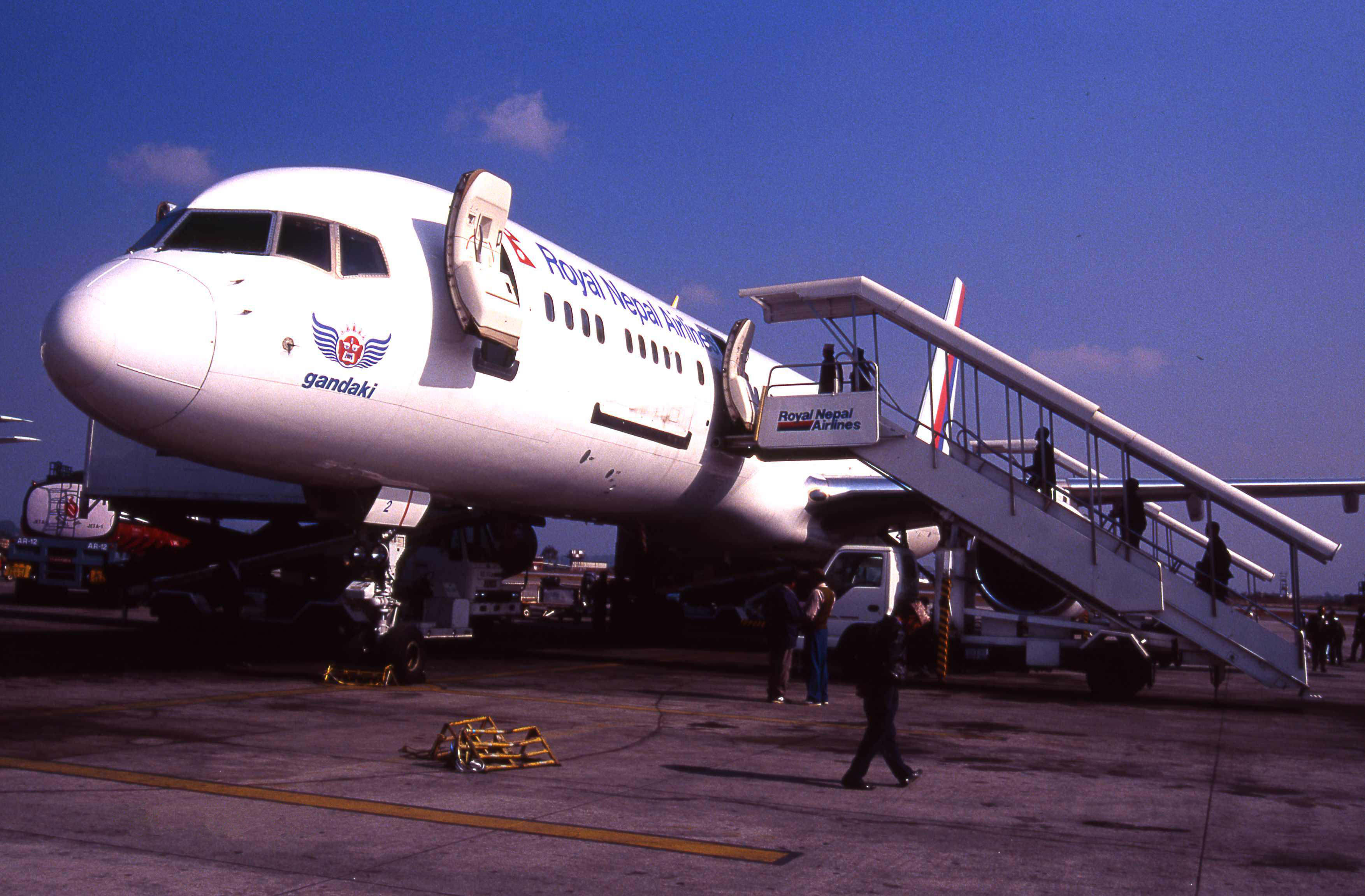
ネパール航空の757-200M。タラップの左側に貨物ドアが見える

757-200Mは、メインデッキに貨物と乗客を収容できる貨客混載型として開発され、1988年にロイヤル・ネパール航空（のちに「ネパール航空」に改名）が就航させた。このタイプは757-200M「コンビ」とも呼ばれ、扉と窓の配置は標準型の757-200を踏襲しているが、757-200PFと同様の貨物扉が設置されている。貨物扉の設置位置は胴体左舷の最前部（No.1ドア）と主翼前方のドア（No.2ドア）との間にあたり、この貨物扉にも窓がある（右写真参照）。
ネパール航空はヒマラヤ山脈の麓に位置するトリブバン国際空港からの旅客・貨物の運送需要を満たすため、757-200Mを発注した。この派生モデルは737や747で作られたコンバーチブル型にならって開発され、2個から4個の貨物パレットをメインデッキに搭載でき、残りのスペースを客席にすることで123席から148席まで設けることが可能である。757-200Mはネパール航空が発注した1機のみが製造され、エンジンにはR-R社のRB211-535E4を採用し、最大離陸重量は109,000キログラムである。
2010年10月に、ペムコ・ワールド・エア・サービス社とプレシジョン・コンバージョンズ社は、旅客型の757-200からコンビ仕様への改造事業にそれぞれ乗り出した。また、VTシステムズ社も類似した改造事業を2011年12月に開始した。これら3社による改造事業は、機体の前方に貨物パレットを10個まで搭載できるよう改造し、残りのスペースに45席から58席程度の座席を配置するというものである。757コンビ改造機の顧客は、エア・トランスポート・サービス・グループ、ナショナル航空 (N8)、ノースアメリカン航空である。

### 757-200SF

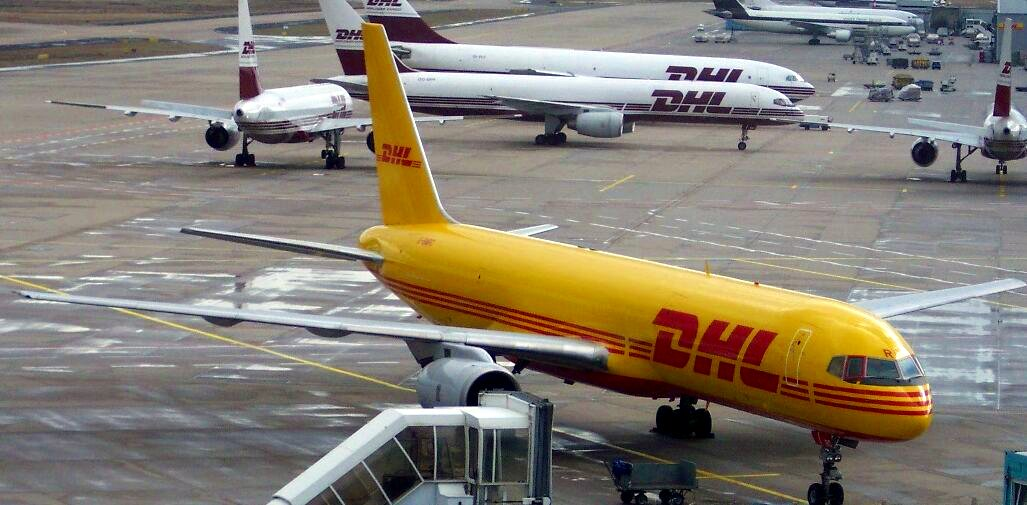
DHLの757-200SF

757-200SFは、旅客型の757-200を貨物用に改造したもので、2001年にDHL航空が就航させた。SFは「Special Freighter」の意味である。ボーイングの一部門である「Boeing Airplane Serives」が改造した上でDHLアビエーションにリースする契約となっている。また、イスラエル・エアロスペース・インダストリーズ社、プレシジョン・コンバージョンズ社、STエアロスペース社も、757-200SFへの改造を請け負っている。改造は旅客用設備を撤去した上で、メインデッキの構造を強化し、胴体左舷前方に757-200PFと同様の貨物扉を設置する。前方の2か所のドアを残し、メインデッキに757-200PFより1つ少ない14個の貨物パレットを搭載可能である。動物を搬送するための環境調整機能を備えた機体もある。2006年9月には、フェデックス・エクスプレスは2億6千万ドルで757の貨物改造機を80機以上導入し、727貨物機を置き換える計画を発表した。2014年2月には、貨物パレットを15個搭載できる仕様についても発表されている。

### 757-300
757-300は胴体延長型として開発され、1999年にコンドル航空が初就航させた。757-200の胴体を7.11m延長したストレッチ型である。全長54.43mはナローボディ旅客機としては旅客機史上2番目の長さ（1位はDC-8-61/63の全長57.12m）となり、ナローボディ双発旅客機に限れば最長である。チャーター便運航会社向け機材として、また、767-200の低コスト代替機として設計され、胴体が主翼の前後で延長されたが、基本設計は757-200と共通である。757-300の扉配置は、左右側面それぞれに4か所の乗降用ドアと主翼上の非常口1か所が設けられており、289名までの乗客を乗せることができる。最大離陸重量は123,600キログラムで、最大航続距離は6,287キロメートルである。エンジンはR-R社のRB211-535E4BとP&W社のPW2037、PW2040、PW2043が採用されている。胴体延長に伴い、引き起こしの際に尾部が接地することを防ぐために、胴体尾部にテールスキッドが装備されているほか、重量増加に合わせ主翼の構造強化されている。同じ時期に開発された767-400ERではコックピットが一新されたが、757-300ではコックピットについては大きな変更は行なわれていない。

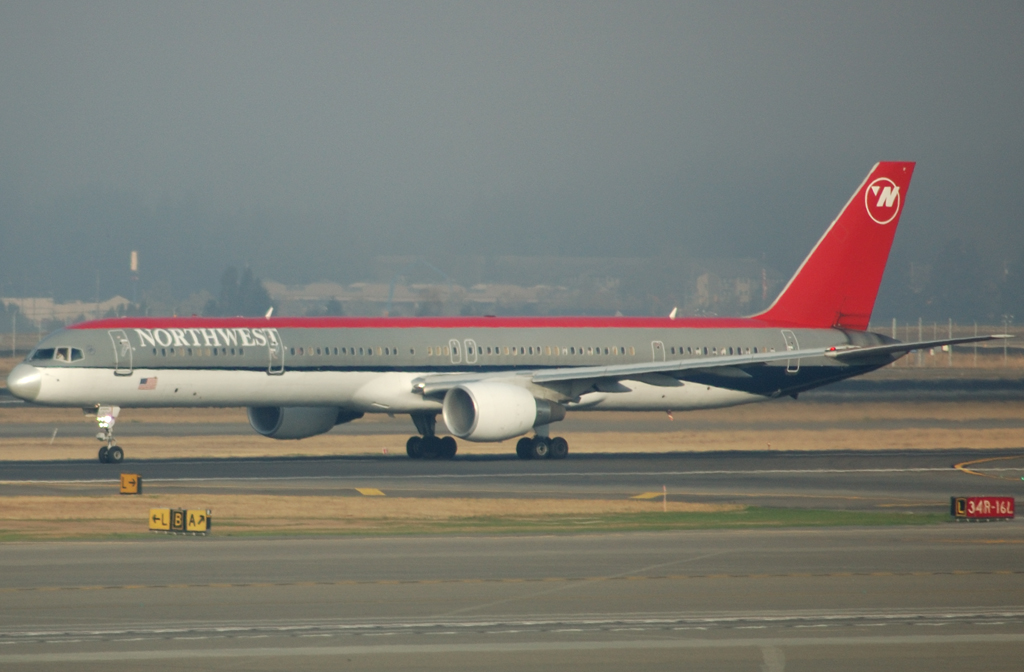
ノースウエスト航空の757-300

コンドル航空は、カナリア諸島などへのレジャー旅行者を対象に低コストで大量輸送を行うために、マクドネル・ダグラス DC-10の代替機としてこの757-300を発注した。
乗客が757-300に搭乗し終えるまでの時間をテストしたところ、757-200より最大8分長くなる場合があったことから、ボーイングとコンドル航空は、胴体が長い機体の乗降時間を短縮するためのゾーン別搭乗方式を開発した。757-300は、コンチネンタル航空（後にユナイテッド航空と合併）ノースウエスト航空（後にデルタ航空と合併）といった米国の大手航空会社のほか、アイスランド航空、アルキア・イスラエル航空や、チャーター便運航会社のコンドル航空やトーマス・クック航空で採用された。757-300は55機が製造された。757-200と共に製造を終了し、最終機は2004年4月27日にコンチネンタル航空に納入されている。

### 政府専用機・軍用機・プライベート機

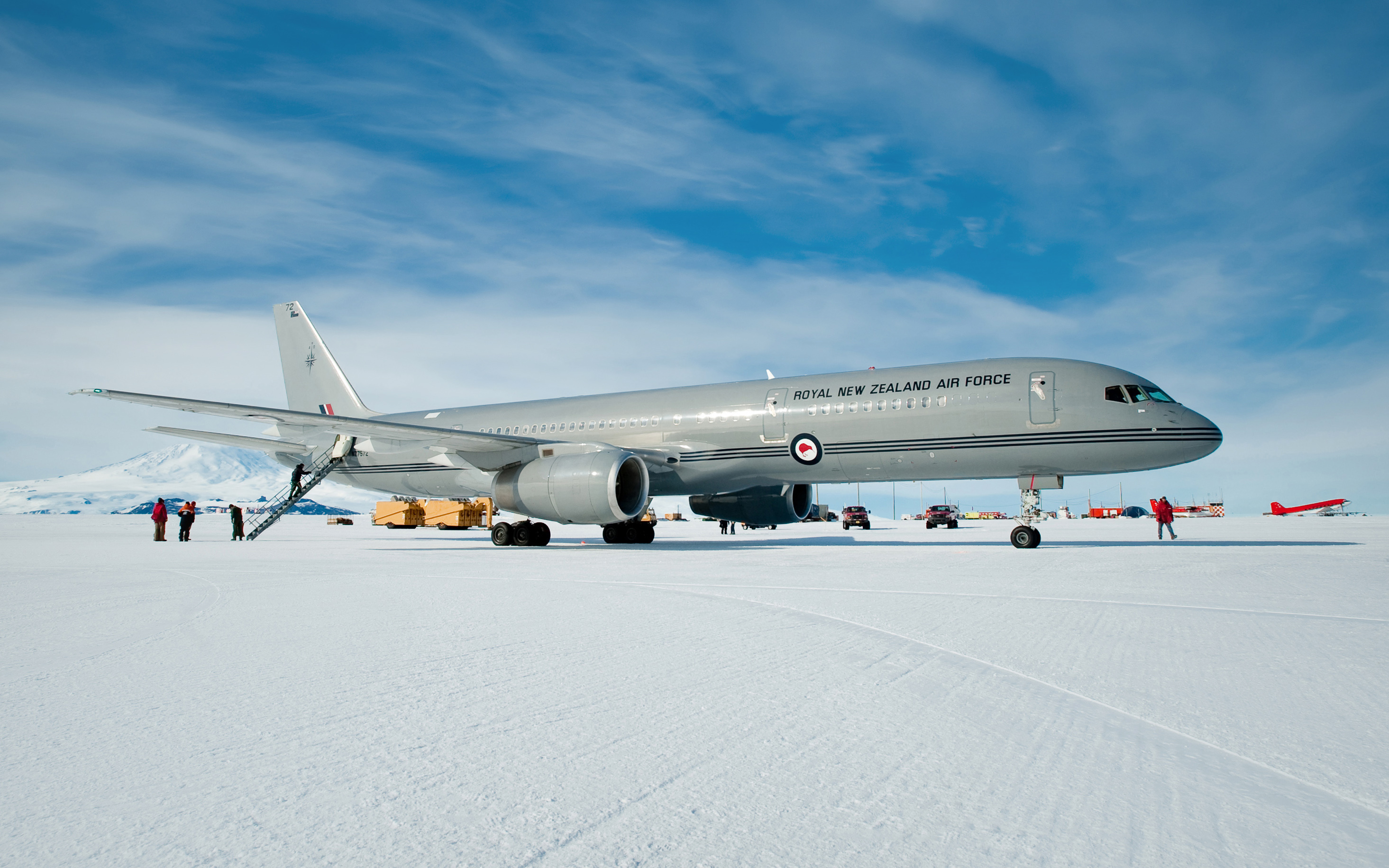
2009年にニュージーランド空軍は保有する757のうちの1機を初めて南極大陸に飛ばした。

757は政府専用機、軍用機、プライベート機などにも採用され、要人輸送のほか航空機の研究のためにも使用されている。これらの派生機のベースには757-200が用いられている。757を政府専用機として最初に採用したのはメキシコ空軍で、1987年11月にVIP仕様の757-200を受領した。

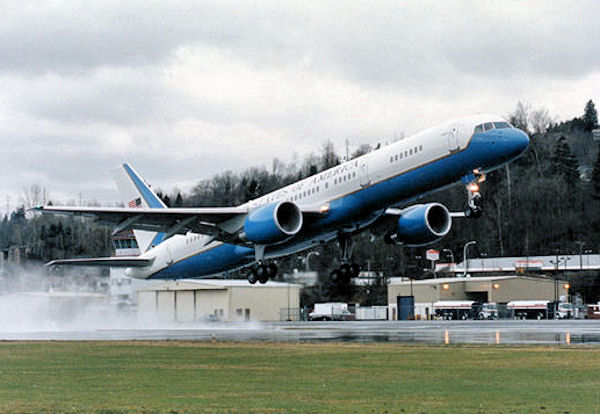
アメリカ空軍のC-32。757の派生型でアメリカ合衆国副大統領の移動に用いられる。

C-32
アメリカ空軍はVIP仕様の757-200を4機運用している。この4機はC-32Aと命名され、「エアフォースツー」のコールサインで副大統領の移動にも用いられることもある。C-32Aの機内は4区画に分けられ、通信センター区画、専用の洗面所や更衣室を備えた貴賓室区画、会議・スタッフ設備区画、一般座席区画が設けられている。アメリカ空軍は、C-32Bと名付けられた45座席仕様の757-200も運用しており、アメリカ合衆国国務省の「Foreign Emergency Support Team」と呼ばれる緊急時対処要員が使用する。C-32Aはアメリカ空軍の要人輸送機で使用される青と白の塗装が施されている一方で、C-32Bは白一色に塗装され最小限の識別マークのみとなっている。最初のC-32は1998年に納入され、C-137輸送機を代替した。
F-22 フライングテストベッド
757の初号機はボーイングが所有しており、1998年にアメリカ空軍のF-22戦闘機の開発に際して、アビオニクスやセンサーシステムの試験に用いられた。機体のコックピットの上方には戦闘機の翼に組み込むセンサー配置をシミュレートするためのカナード翼が取り付けられたほか、機首の前にはレーダーなどのシステムを搭載したF-22の胴体前半部が取り付けられ、さらに、キャビンには30席の研究スペースが設けられ、通信システム、電子戦システム、ナビゲーションシステムが搭載された。
ニュージーランド空軍 757コンビ型
ニュージーランド空軍は、STエアロスペース社による757-200M改造機を2機運用しており、装備の輸送、医療救助、兵員輸送、要人輸送に用いている。貨物扉と収納式のタラップ（エアステア）が備えられ、補助動力装置のアップグレードと通信システムの強化が行われている。727-100QCの代替機として導入され、ニュージーランド首相の移動に使用されるほか、ニュージーランドが南極大陸に設置したスコット基地への輸送にも用いられている。
757-200は上述以外にも要人輸送に使用されており、アルゼンチン空軍とメキシコ空軍は、それぞれの国の大統領専用機として757を運用している。ロイヤルブルネイ航空の757-200は、1980年代から1995年にカザフスタンに売却されるまでの間ブルネイ国王の移動に使用されたほか、サウジアラビア王室は757-200を「空飛ぶ病院」として用いている。

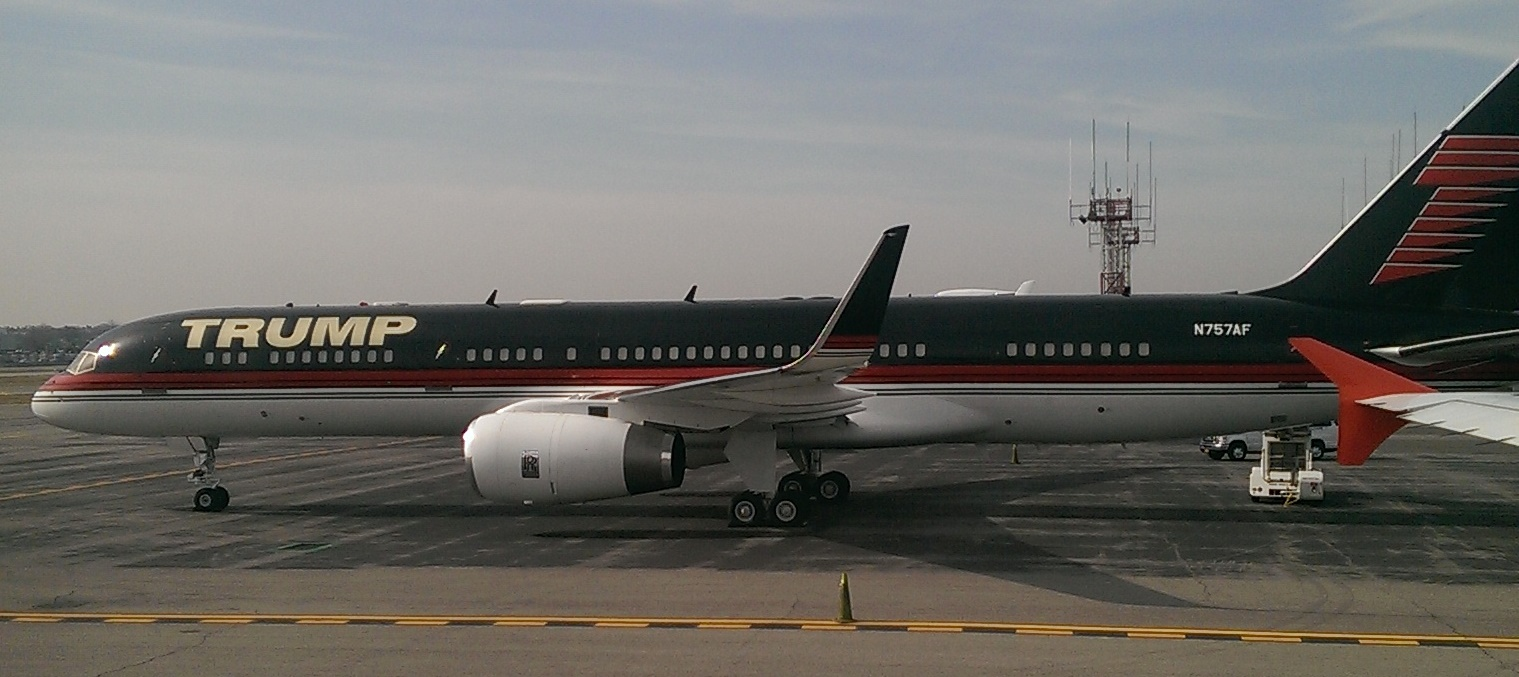
2016年アメリカ合衆国大統領選挙の候補者であったドナルド・トランプが所有していた757-200｢トランプ・フォース・ワン｣

また、ビジネスジェットやプライベート機としても使用されており、2004年アメリカ合衆国大統領選挙では、候補者のジョン・ケリーが選挙期間中に「Freedom Bird」とニックネームを付けた757-200型機をチャーター使用したほか、2008年アメリカ合衆国大統領選挙の期間中には上院議員だったバラク・オバマがノースアメリカン航空の757-200をチャーターして使用した。
2008年には、ヘヴィメタル・バンド「アイアン・メイデン」が世界ツアー用に757をチャーターし、バンドのメインボーカルを努めるブルース・ディッキンソンが「エドフォースワン」と命名されたこの機体を自ら操縦した。
アメリカ大統領で富豪のドナルド・トランプは2015年9月から757-200をプライベート機として使用しており、この機体は大統領専用機のエアー・フォース・ワンに肖り｢トランプ・フォース・ワン｣と呼ばれている。なお、大統領就任中は大統領専用機であるVC-25Aが使用されている。

## 運用の状況・特徴
2018年7月現在、666機の757が民間路線に就航し、北米、南米、欧州、アフリカ、アジアの航空会社で運用されているが、日本の航空会社では757を運航していない。
旅客型の最大の運航者はデルタ航空で、127機を運用している。かつては、142機を運用していたアメリカン航空が首位に立っていたが、同社は運用する757の搭載エンジンを統一するため、買収したトランス・ワールド航空から引き継いだ機体を退役させ、そのうち17機をデルタ航空が引き継いだことで、首位の座がアメリカン航空からデルタ航空に移った。さらに、デルタ航空は2008年10月にノースウエスト航空と合併し、ノースウエストが保有していた61機がデルタ航空に引き継がれ、2010年頃には同航空の運用数は196機となった。
貨物型の運用数が最も多いのはフェデックス・エクスプレスで、2018年7月の時点で111機を運用している。そのほか、UPS航空が75機を運用しているほか、DHL航空とその関連会社で約30機が運用されている。
757のローンチカスタマーであったブリティッシュ・エアウェイズは757-200を2010年11月に引退させるまで27年間運用した。同航空は、757の引退記念として、最後まで運航した3機のうちの1機に対して757が初就航した1983年当時の塗装に復刻して2010年10月4日に公開した。ただし、その後も同社傘下のオープンスカイズでは757の運航は継続された。
これまでに合計1,049機の757が生産・納入された。なお、757-200の1号機は顧客には渡されず試験用機体としてボーイングが保有しており、これを含めると総生産数は1,050機である。

### 日本における就航事情と愛好家からの注目

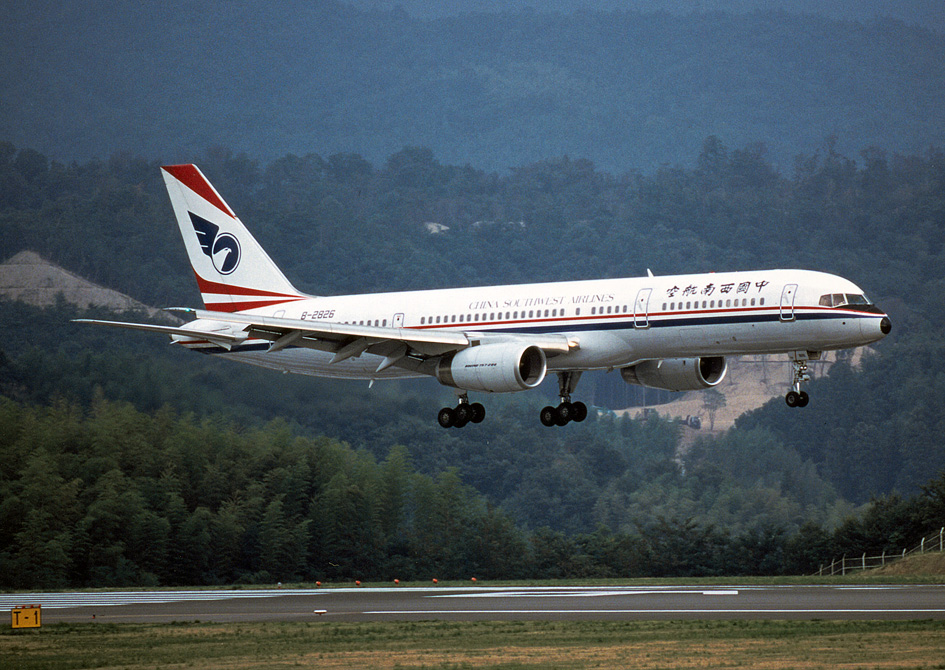
1994年に高松空港に飛来した中国西南航空の757

757は日本の航空会社による発注・導入が1機もなく生産終了を迎えたが、一方で、同時期に開発された767は、登場後間もない1980年代前半から急速に日本の航空会社での導入が進んだ。日本の航空会社が767を選択した主な理由の1つとして、767の開発・製造に日本の航空工業界が参画していたことが挙げられている。757は、海外から日本への飛来数も多くなく、1982年8月にデモフライトで新東京国際空港（当時）を訪れたのが初飛来となったが、以降、1987年9月にブルネイ王室のチャーター便としてロイヤルブルネイ航空の757が来日するまで、5年以上も日本には飛来実績はなかった。その後も年に数回程度チャーター便で来日する程度で、定期便として757が日本へ就航したのは、1994年10月にロイヤル・ネパール航空が757-200Mで関西国際空港への路線を開設したのが初めてとなった。
757の収容力や航続距離ではアメリカやヨーロッパからの長距離定期便には向いていないため、757が定期便で日本に乗り入れる可能性があるのはアジア地域の航空会社に限られる。その中でも定期路線運航の機材として757で日本に乗り入れを継続している航空会社が少なく、2003年9月までに定期便に757を使用して乗り入れていたのは一時的な機材変更を除けば前述のロイヤル・ネパール航空とUPSしかなかった。その後、2003年9月30日から、ノースウエスト航空が成田国際空港からアジア地区やグアム、サイパンへ向かう路線に就航させるため、それまで同様の目的で使用していたA320に代わって5機の757を成田に常駐させたことで、日本の空港を拠点とした757の運航が行われるようになった。その後、ノースウエスト航空がデルタ航空と合併した後も日本発着の757の運航は続けられ、2014年12月には、デルタ航空は成田空港に757を含む機材の整備拠点を開設している。しかしその後、2018年1月に成田 - グアム路線が運休、さらに同年5月6日をもって成田 - サイパン・パラオ（コロール）路線が運休となり、デルタ航空は日本 - ミクロネシア間の定期便運航から撤退した。
757はアメリカやヨーロッパのみならず、南アメリカでもメジャーな存在であったにもかかわらず、日本においてはなかなか見ることのできない航空機であったことから、日本の航空ファンからの注目を集めた。1987年12月にロイヤル・ネパール航空が民間チャーター便を名古屋空港発着で運航した際には、日本発着の民間チャーター便としては初めて757を使用したこともあり、ツアーの旅客数並みの航空ファンが名古屋空港を訪れたという。イカロス出版の雑誌『月刊エアライン』には、日本にチャーター便などで飛来した航空機の写真を掲載する「飛来機王国」というコーナーが存在するが、このコーナーを10年以上担当している編集者によれば、757が飛来すると写真の投稿数が増加する傾向があり、日本への757での乗り入れ実績が多い航空会社のチャーター便であったとしても、757であるというだけで写真投稿数が増えたという。

### 受注・納入数
| 年     | 合計 | 2005 | 2004 | 2003 | 2002 | 2001 | 2000 | 1999 | 1998 | 1997 | 1996 | 1995 | 1994 | 1993 | 1992 |
| ------ | ---- | ---- | ---- | ---- | ---- | ---- | ---- | ---- | ---- | ---- | ---- | ---- | ---- | ---- | ---- |
| 受注数 | 1049 | 0    | 0    | 7    | 0    | 37   | 43   | 18   | 50   | 44   | 59   | 13   | 12   | 33   | 35   |
| 納入数 | 1049 | 2    | 11   | 14   | 29   | 45   | 45   | 67   | 54   | 46   | 42   | 43   | 69   | 71   | 99   |

| 年     | 1991 | 1990 | 1989 | 1988 | 1987 | 1986 | 1985 | 1984 | 1983 | 1982 | 1981 | 1980 | 1979 | 1978 |
| ------ | ---- | ---- | ---- | ---- | ---- | ---- | ---- | ---- | ---- | ---- | ---- | ---- | ---- | ---- |
| 受注数 | 50   | 95   | 166  | 148  | 46   | 13   | 45   | 2    | 26   | 2    | 3    | 64   | 0    | 38   |
| 納入数 | 80   | 77   | 51   | 48   | 40   | 35   | 36   | 18   | 25   | 2    | 0    | 0    | 0    | 0    |

|           | 受注数 | 納入数 | 残り |
| --------- | ------ | ------ | ---- |
| 757-200   | 913    | 913    | 0    |
| 757-200M  | 1      | 1      | 0    |
| 757-200PF | 80     | 80     | 0    |
| 757-300   | 55     | 55     | 0    |
| 合計      | 1049   | 1049   | 0    |

## 主な事故・事件
2024年2月現在、757が遭遇した航空事故・ハイジャックは合計47件で、うち13件は機体損失事故である。10件の墜落と12件のハイジャックにより、合わせて576人の乗員・乗客が死亡した。757が関係する最初の死亡事故は1990年10月2日に発生した1990年広州白雲空港衝突事故である。ハイジャックされた厦門航空の737が中国の広州白雲国際空港で着陸に失敗し、離陸のために待機していた中国南方航空の757に衝突し、乗員・乗客122名のうち46名が死亡した。2001年9月11日のアメリカ同時多発テロ事件ではハイジャックされたアメリカン航空77便が米国のバージニア州アーリントンにあるペンタゴンに激突し、搭乗者64人全員と地上にいた125人が死亡したほか、同じくハイジャックされたユナイテッド航空93便がペンシルベニア州シャンクスヴィルの郊外に墜落し、搭乗者44人全員が死亡した。詳細は、アメリカン航空77便テロ事件およびユナイテッド航空93便テロ事件を参照。
ヒューマンエラーが関係する事故も起きており、1995年12月20日に、飛行制御装置に誤った入力がされ、飛行コースを外れたアメリカン航空965便がコロンビアのカリ近郊の山に衝突し、4名が負傷、乗客151名と乗員8名が死亡した（アメリカン航空965便墜落事故）ほか、2002年7月1日には、航空交通管制のトラブルによって、ドイツのバーデン＝ヴュルテンベルク州ユーバーリンゲン上空でDHLの757とバシキール航空のツポレフTu-154が空中衝突を起こし、757の乗員2名とTu-154の69名が死亡した（ユーバーリンゲン空中衝突事故）。機体の整備が不適切であったためにパイロットが自機の状態を見失い事故に至った例としては、1996年2月6日、ドミニカ共和国プエルト・プラタで発生した189名の乗員乗客全員が死亡したバージェン航空301便墜落事故と,、1996年10月2日にペルーのリマ近海で発生し搭乗者70名全員が死亡したアエロペルー603便墜落事故がある。バージェン航空の事故に関しては、事故機が長期間駐機された際にピトー管に異物が入り込むのを防ぐためのカバーを装着されていなかったことが判明している。一方、アエロペルーの事故では、ピトー管の静圧孔に貼られた保護テープを剥がし忘れていた。
757の後方乱気流が原因とされる事故も発生しており、2機のプライベート機が墜落した。1992年12月18日、セスナ サイテーションがモンタナ州ビリングス・ローガン国際空港の近くで墜落し、搭乗者6名全員が死亡、また、1993年12月15日にはIAI ウェストウィンドがカリフォルニア州のジョン・ウェイン空港の近くで墜落し、搭乗者5人全員が死亡した。両機とも、757の後方3海里（5.56キロメートル）以内を飛行していた。この後、FAAは、小型機が757の直後を飛行する際は4ないし5海里（7.14ないし9.26キロメートル）の間隔をとるよう規制を変更した。
1999年9月14日には、スペインのジローナ・コスタ・ブラバ空港の近くで、ブリタニア航空の226A便が激しい雷雨の中で墜落し、胴体が複数に分解したが、搭乗者245名全員が救助された。2010年10月25日には、アメリカン航空の1640便が米国のマイアミからボストンへ向けて高度31,000フィート（およそ9,500メートル）を飛行中に0.61メートルにわたり胴体の一部を損失したが、無事にマイアミ空港に引き返した。この件について調査が行われた後、FAAは米国で757を運航している航空会社に対して、定期的に胴体上部に対して構造疲労に関する点検を行うように指示を行った。

## 主要諸元
| | 757-200                                                | 757-200PF                              | 757-300                                           |
| --- | ------------------------------------------------------ | -------------------------------------- | ------------------------------------------------- |
| 運航乗務員数 | 2名                                                    | 2名                                    | 2名                                               |
| 標準座席数（2クラス） | 200席                                                  | N/A                                    | 243席                                             |
| 標準座席数（1クラス） | 228席                                                  | N/A                                    | 280席                                             |
| 貨物容積 | 43.3 m3                                                | 239 m3                                 | 67.1 m3                                           |
| 全長 | 47.32 m                                                | 47.32 m                                | 54.43 m                                           |
| 全幅 | 38.05 m                                                | 38.05 m                                | 38.06 m                                           |
| 全高 | 13.60 m                                                | 14.00 m                                | 13.56 m                                           |
| 降着装置ホイールベース | 18.29 m                                                | 18.29 m                                | 22.35 m                                           |
| 客室幅 | 3.54 m                                                 | N/A                                    | 3.54 m                                            |
| 最大離陸重量 (MTOW) | 115,650 kg                                             | 115,680 kg                             | 123,600 kg                                        |
| 離陸滑走距離†1 | 1,981 m                                                | 1,981 m                                | 2,377 m                                           |
| 巡航速度 | マッハ0.80 (530 mph, 850 km/h) †2                      | マッハ0.80 (530 mph, 850 km/h) †2      | マッハ0.80 (530 mph, 850 km/h) †2                 |
| 航続距離 | 7,222 km                                               | 5,834 km                               | 6,287 km                                          |
| エンジン (x2) | R-R RB211-535E4 R-R RB211-535E4B P&W PW2037 P&W PW2040 | R-R RB211-535E4B P&W PW2037 P&W PW2040 | R-R RB211-535E4B P&W PW2037 P&W PW2040 P&W PW2043 |
| 推力 (x2) | 162.8 kN - 193.5 kN                                    | 162.8 kN - 193.5 kN                    | 162.8 kN - 193.5 kN                               |
| - 出典：特に記載のないものは(青木 2014, pp. 51–53, 239)による。 - R-R: ロールス・ロイス、P&W: プラット・アンド・ホイットニー - †1 標準海面高度、国際標準大気、RB211-535E4Bエンジン仕様の場合 - †2 巡航高度 35,000 ft (10,660 m) における速度。海面高度ではない。マッハ数の説明と計算例はNASA Mach number calculator page を参照。 |                                                        |                                        |                                                   |